# トヨタ・オーリス
オーリス（AURIS）は、トヨタ自動車が生産・販売していたハッチバック及びステーションワゴン型のCセグメントクラスの乗用車である。

## 概要
欧州市場におけるカローラのハッチバック（2ボックス）仕様の後継車として開発され、日欧の他、オセアニアなどで販売されているハッチバック型の小型乗用車である。イギリスと日本（国内向けの初代は関東自動車工業。現・トヨタ自動車東日本製、2代目はトヨタ自動車高岡工場製）、トルコの各工場で生産された。3代目は多くの地域で後継車となるカローラスポーツへとモデルチェンジし、オーリスの名称は台湾でのみ用いられていたが、2020年7月に車名がカローラスポーツに変更され、オーリスの名称は消滅した。
カローラからの派生車種にあたり、市場によってはカローラの名称で販売されているが、新MCプラットフォームの導入によってボディサイズが拡大し、全幅が1,760mmとなっているため、日本では3ナンバー登録となる。日本国内では初代と2代目がオーリスで販売ディーラーもネッツ店とトヨペット店（ただし、2016年4月から2018年3月の日本国内でのブランド終了まで）で併売されていた。なお、後継車のカローラスポーツは一時、関東地区（トヨタモビリティ東京）を除きカローラ店の専売となっていた時期がある。

## 初代 E15#H型（2006年 - 2012年）
日本では2006年10月23日、同月の10代目カローラの発売に続きデビューした。アレックスの後継車種にあたる。ネッツトヨタ店で販売されたが、（アレックスと兄弟車のカローラランクスを扱っていた）カローラ店では販売されなかった。目標月間販売台数は3,000台。
2007年2月には、欧州市場でも発売された。先代カローラ・ハッチバックの後継車種であるが、セダンおよびステーションワゴンは引き続き「カローラ」の名称で販売されている。一方で、それらのモデルが販売されないイギリス・ドイツ・フランス・イタリアなどにおいては、「カローラ」の車名は消滅した。オセアニアのオーストラリアとニュージーランドでは、それぞれオーリスがカローラハッチバックの名称で販売されている。
デザインは高く評価され、2007年度のグッドデザイン賞を受賞した。
2009年7月16日、2010年から英国ダービーシャー工場でハイブリッドモデルが生産されることが発表された。これは、トヨタが欧州で生産する最初のハイブリッド車となる。
2009年10月、日本においてマイナーチェンジ。1.8L車は「バルブマチック」を搭載した2ZR-FAE型に変更し、環境性能・燃費性能を向上。1.5L車においても、エンジン・トランスミッション・オルタネーターの制御改良を行い、燃費を向上させた。エクステリアでは、サイドターンランプ付ドアミラーの採用、フロント周りやリアコンビネーションランプ、アルミホイールなどの一部装備のデザインを変更し、スポーティ感を向上。また、ボディカラーも新色4色を追加して大幅に入れ換える。1.8L車にパドルシフトの採用、ステアリングホイールやハンドブレーキレバーの形状変更、左右独立温度コントロールフルオートエアコン（150Xを除く）の標準装備などにより機能性を向上させた。安全面では、後部中央席にヘッドレストを追設し、シートベルトは全席3点化された。新たにバルブマチック付1.8Lエンジンと6速MTを採用した新グレード「RS」を設定。トヨタの量産車で6速MT車が導入されたのは2007年7月のMR-S廃止以来、2年3か月ぶりとなる。180G"S Package"の前輪駆動車は「平成22年度燃費基準+25%」を、「RS」と1.8L・四輪駆動車並びに1.5L車は「平成22年度燃費基準+15%」をそれぞれ達成した。
2010年1月21日、欧州で生産開始予定のオーリスハイブリッドには3代目プリウスと同じ1.8L 2ZR-FXE型エンジンが搭載されることが報道され、同時に市販車のプロトタイプがジュネーブモーターショーで発表されることも報道された。

### 年表
- 2006年
  - 9月 - 市販モデルの発売に先駆け、パリサロンにて先行コンセプト「オーリススペースコンセプト」が世界初公開された。ショーモデルの車体色は金色であった。
  - 10月23日 - 初代オーリスが日本で発売。キャッチフレーズは「今の自分が、最高。」。CMソングはSE7EN&The Auris (Super) Bandの「マイ・ウェイ」[2]
  - 12月 - ボローニャモーターショーで欧州仕様車が正式に発表された。
    - エンジンはガソリン2種類（1,400cc VVT-iと1,600cc Dual VVT-i）とディーゼル3種類（1,400cc D4-D、2,000cc D4-D、2,200cc D4-D）が搭載され、トランスミッションはMT（5速および6速）とMMTが用意される。
- 2007年
  - 2月 - 欧州市場にて発売が開始された。日本では、高級鞄ブランド「TUMI」との共同開発モデル「TUMIバージョン」も1,000台限定で発売された[3]。
  - 3月 - ジュネーヴモーターショーで3ドアモデルが発表された（日本向けには設定なし）。ショーモデルの車体色は銀色であった。また、トヨタ自動車がスポンサーを務めているイタリアのサッカークラブチーム・フィオレンティーナのユニフォームの胸のスポンサーロゴが「TOYOTA」から「AURIS」に変更された。
- 2008年
  - 1月 - 日本において特別仕様車150X Mパッケージ・グレージュセレクション、180G グレージュセレクションが設定される。
    - 「150X」または「180G」をベースに、内装に特別色グレージュ、外装に特別色グレーメタリック、左右独立温度コントロールフルオートエアコンなどが装備される。

  - 12月 - 日本において一部改良が行われた。スマートエントリーが運転席に加え助手席とバックドアにも拡大され、助手席シートアンダートレイが標準装備となった。
- 2009年10月13日 - 日本においてマイナーチェンジ。1.8L車に6速MTを搭載したグレード「RS」を追加。
- 2010年10月5日 - 日本において一部改良。
  - 1.5L・前輪駆動車でエンジン・トランスミッションの制御を改良し、燃費を向上。これにより、「平成22年度燃費基準+25%」を達成。また、6速MT車の「RS」はをオレンジ×ブラックのコンビネーションカラー専用シートに、本革巻き3本スポークステアリングホイールにオレンジのステッチを施し、よりスポーティ感を強めた内装とした。また、スマートエントリー&スタートシステム、コンライト（ライト自動点灯・消灯システム・オートカット）、盗難防止システムを追加。「150X"M Package"」・「150X"S Package"」にもコンライトを追加した。
- 2011年10月5日 - 日本において特別仕様車「150X"M プラチナセレクション"」を発売。
  - 「150X」をベースに"M Package"の装備品に加え、プロジェクター式ディスチャージヘッドランプ（オートレベリング機能付/スモークエクステンション）を装備するとともに、電動格納式リモコンドアミラー、ドアベルトモール、カラーサイドプロテクションモールにめっき加飾を採用。内装も本革巻き3本スポークステアリングホイール&シフトノブやシルバーの挿し色を施した専用ファブリックシートなどを採用した。ボディカラーは本グレード専用のダークブルーマイカを含む6色を設定した。

### 日本仕様
基本的には、標準グレードの「150X」と上級グレードの「180G」の2つで展開され、駆動方式は前輪駆動と四輪駆動（四輪駆動のシステムはエスティマやアイシスなどで採用されているアクティブトルクコントロール式）が採用される。
1,500ccモデルでは、150X、150X"Mパッケージ"、150X"Sパッケージ"で展開される。150X"Mパッケージ"では主にスマートエントリー、イモビライザーが標準装備となり、アルミホイール、マッドガード、ディスチャージヘッドランプ、フロントフォグランプがオプションになる。150X"Sパッケージ"では主にアルミホイール、フロントスポイラー、マッドガード、フロントフォグランプが標準装備となり、ディスチャージヘッドランプ、スマートエントリー、イモビライザーがオプションとなる。
1,800ccモデルでは、180G、180G"Sパッケージ"で展開される。180Gでは主にディスチャージヘッドランプ、オプティトロンメーター、マルチインフォメーションディスプレイ、7速スポーツシーケンシャルシフトマチック、6スピーカー、イモビライザーが標準装備となり、アルミホイール、マッドガード、フロントフォグランプがオプションとなる。180G"Sパッケージ"では、主にアルミホイール、マッドガード、ディスチャージヘッドランプ、フロントフォグランプ、オプティトロンメーター、マルチインフォメーションディスプレイ、7速スポーツシーケンシャルシフトマチック、6スピーカー、イモビライザーが標準装備となる。
また、2009年10月に行われたマイナーチェンジで、17インチホイール（メーカーオプション）と専用サスペンション、6速MTを搭載した「RS」が登場した。ただし、2010年10月の一部改良を行うまでこのグレードはスマートエントリーとイモビライザーが標準装備されていなかった。またシートもオレンジ×ブラックの専用シートではなく、Sパッケージと同様のブラック+赤ステッチであった。

### 欧州仕様
3ドアと5ドアの2種類で展開する。ディーゼル、ガソリンエンジン、マニュアルミッション、マルチモードトランスミッションの幅広い選択肢が用意される。なお、欧州仕様では保安基準により後部中央座席にヘッドレスト、3点式シートベルトを装備し、ヘッドライトウォッシャーを装備する。
また、2010年からハイブリッド仕様のオーリスハイブリッドが発売された。ハイブリッド仕様では、エクステリアを一部変更することにより、空力性能を高めており、基本的に3代目プリウスと同じシステムを採用している。

### 豪州仕様
「レビン（Levin）」の名が付いたグレードが存在する。

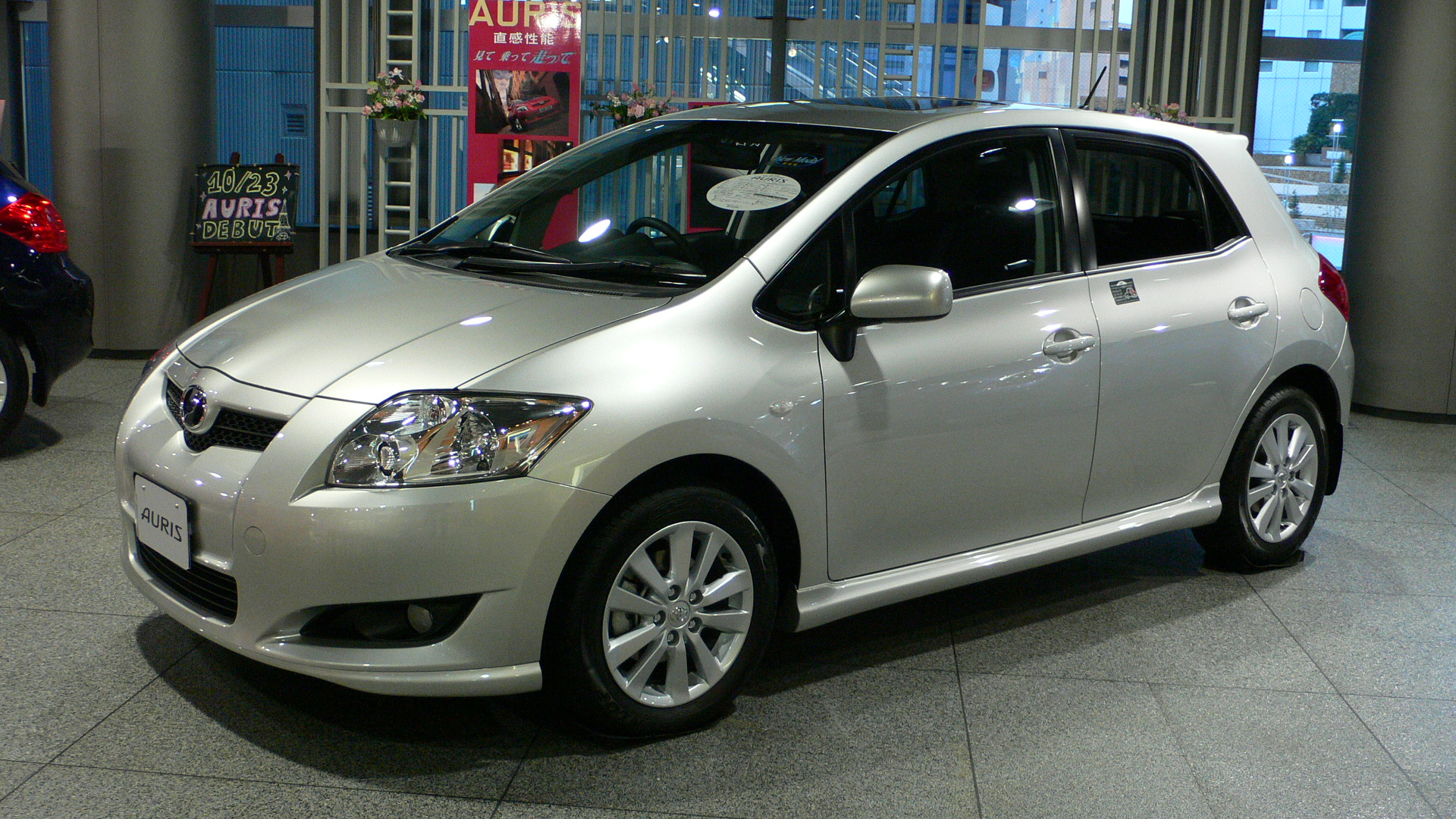
5ドア前方 初期型（2006年10月 - 2009年10月）
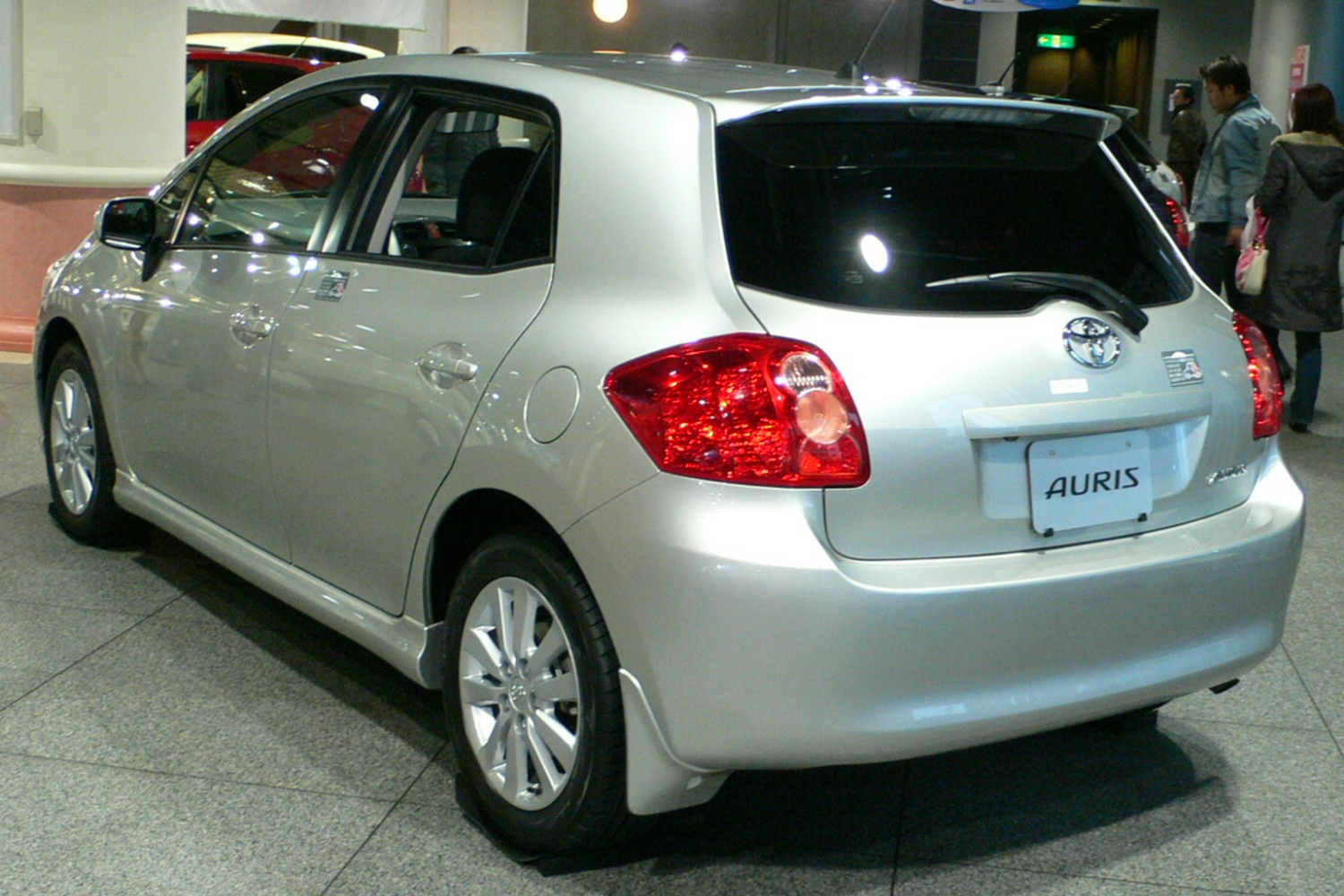
5ドア後方
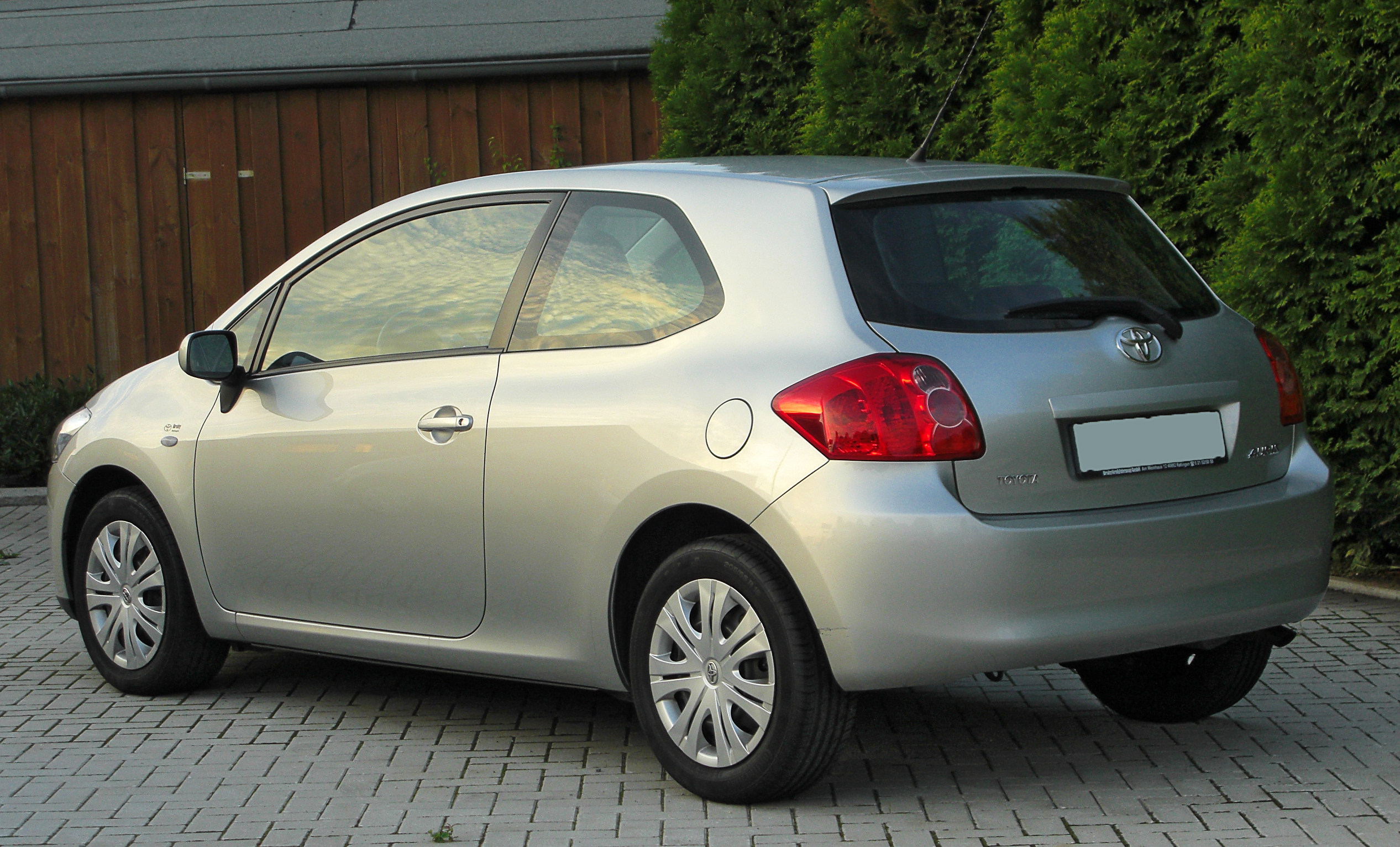
3ドア後方 初期型（日本未発売）
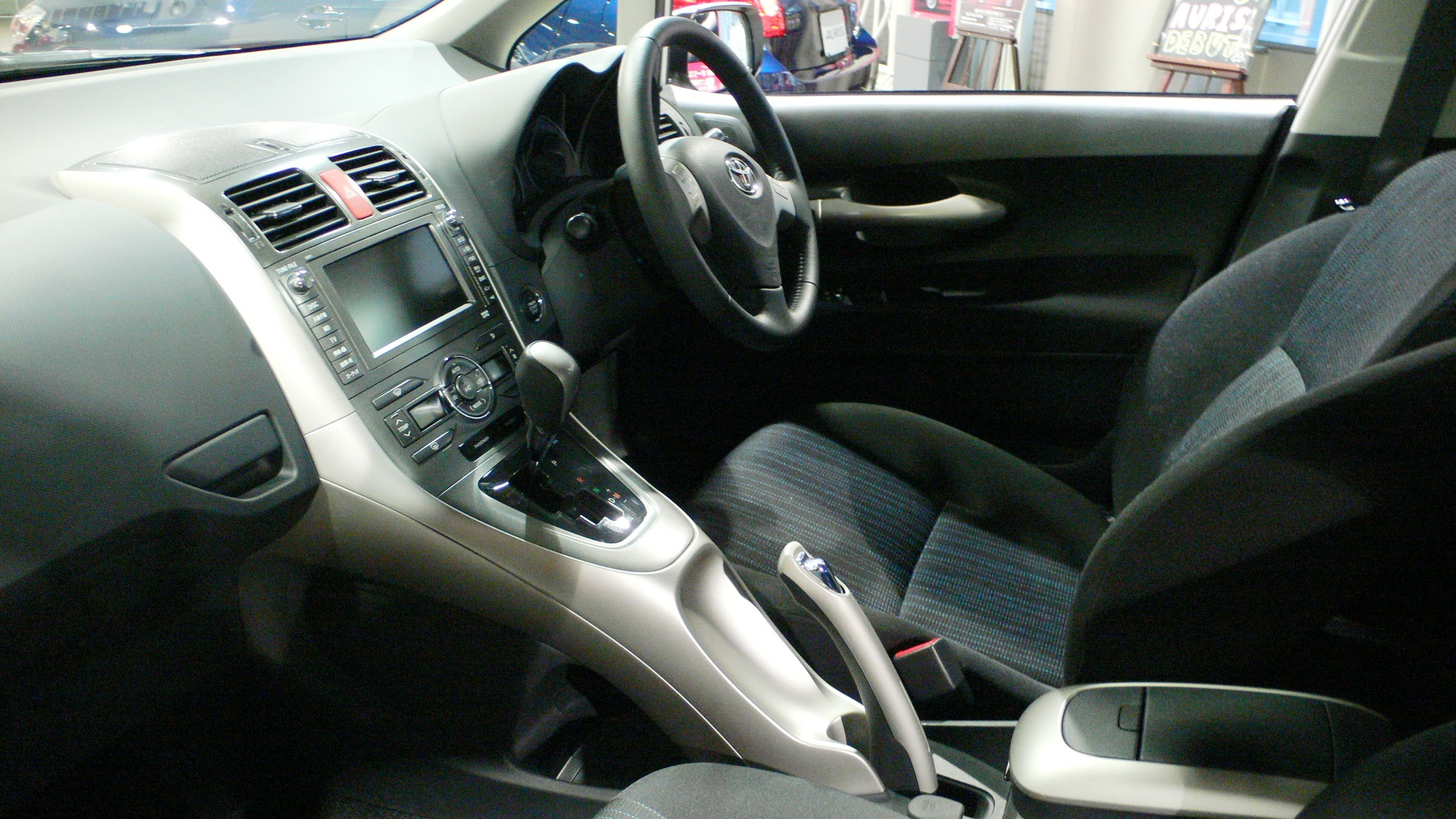
室内
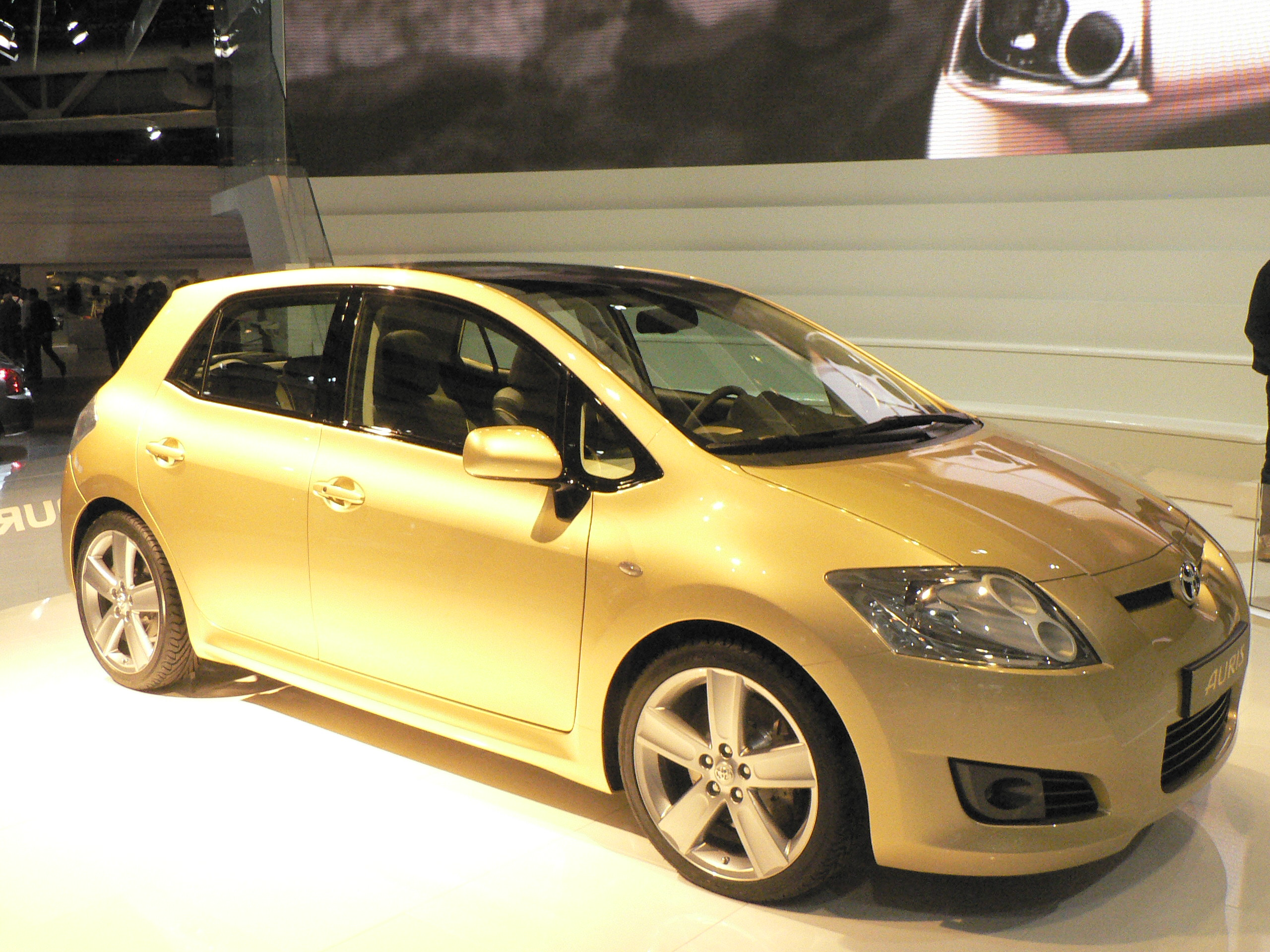
オーリススペースコンセプト（2006年）

## 2代目 E18#H/18#W型（2012年 - 2018年）
2012年8月20日発表。同日より日本での発売を開始した。欧州仕様車は9月末から開催されるパリモーターショーで正式公開。
フロントフェイスはトヨタの新しいデザイン表現である「キーンルック」に、空力や冷却性能に配慮した台形のバンパー開口を強調する「アンダープライオリティ」（2016年4月改良型は非採用）を組み合わせた。インストルメントパネルやフロントドアトリム上部にソフトパッドを採用。プラットフォームは先代のキャリーオーバーで、全長を30mm長く、全高を55mm低くしたことでボディの低重心化と室内スペースの拡大を実現した。Cd値は0.28となっている。
環境性能が強化され、1.5L前輪駆動車においてはエンジンの圧縮比を上げて熱効率を高めたうえで各部のフリクションを低減したことにより「平成27年度燃費基準」を達成（2016年4月改良型では「平成27年度燃費基準+5%」を達成）。オプション設定のアイドリングストップ機能「Toyota Stop & Start System」搭載車は「平成27年度燃費基準+10%」を達成した。
また、四輪駆動車は1.5Lのみの設定となった。
欧州地域で先行発売され、2016年4月に日本でも追加されたハイブリッドモデル「HYBRID」はエンジンに3代目以降のプリウスにも採用されている2ZR-FXE型を搭載した「リダクション機構付THS II」を採用しており、JC08モード燃費で30.4km/Lを実現し、「平成32年度燃費基準+20%」を達成した。
北米地域ではサイオンブランドで「iM」として2015年10月に発売されたが、翌2016年9月をもってブランド廃止が決定。2016年10月（2017年モデル）よりカローラシリーズに編入され、「カローラiM」に改称されることとなった。

### 年表
- 2012年
  - 8月20日 - 日本市場でフルモデルチェンジを行い、同日より販売開始。月間目標販売台数は2,000台。併せて欧州仕様車の概要も発表。キャッチフレーズは「NOT AUTHORITY, BUT AURIS.」
  - 8月25日 - キャラホビ2012 C3×HOBBYにて1.8 RS"S Package"の6速MT車をベースとしたコラボレーションモデル「MS-186H-CA シャア専用オーリスCONCEPT」を出展[5]。
    - このコラボレーションモデルはコンセプトモデル扱いで市販化の予定はなかったが、商品化の要望が多数あったため、「ジオニック・トヨタ社を設立した」という設定で2013年10月1日に正式に市販化された。市販化においては、コンプリートパッケージではなく、モデリスタ取り扱いの各種パーツ単品販売となる。従ってグレードに関係なく、単品ごとの装着も可能である。
    - なお、2015年4月のマイナーチェンジにより販売は終了。スペシャルサイトは情報だけが残る形となっている。
- 2014年
  - 5月7日 - ネッツ店が旧・ビスタ店を統合・再編してから10周年を迎えるのを記念した特別仕様車「150X"Blackish Lounge"」を発売[6]。
    - 「150X」をベースに、16インチアルミホイール、メッキドアベルトモールディング&ブラック塗装センターピラー、オーディオクラスターパネル（ピアノブラック塗装）を装備したほか、ドアトリムアームレストとコンソールボックスにオレンジステッチを配し、同じくオレンジステッチを配したインパネ加飾とシート表皮はダークグレーの本革（シート表皮はファブリックとのコンビシート）に、ステアリングとシフトノブはダークシルバー加飾を施した本革巻きにそれぞれグレードアップされ、ベースグレードでシルバー加飾を採用している箇所にはダークシルバー加飾を採用。さらに、3眼コンビネーションメーターやスイッチ類、左右独立温度コントロールフルオートエアコン&プッシュ式ヒーターコントロールパネルにはクリアブルーイルミネーションを採用した。ボディカラーは特別設定色の「ブラッキッシュレッドマイカ」を含む5色を設定した。
- 2015年
  - 4月6日 - マイナーチェンジ[7]。キャッチフレーズは「Free You.」
    - トヨタでは初となる1.2L直噴ターボエンジン8NR-FTS型を搭載した新グレード「120T」を新設。1,500 - 4,000rpmの幅広い回転数で最大トルクを発生させるほか、Super CVT-iはターボエンジンの特性を引き出す新制御を採用。エキゾーストマニホールドとシリンダーヘッドを一体化させ、吸気側に可変角を拡大したVVT-iW、燃料噴射システムD-4Tなどを採用したほか、アイドリングストップ機能（Stop & Start System）も装備したことで低燃費を実現し、「平成27年度燃費基準+10%」を達成した。そのほか、東レの「ウルトラスエード」と本革・合成皮革を組み合わせた専用シートや専用木目調インストルメントパネル加飾を採用。装備面では運転席・助手席シートヒーター、自動防眩インナーミラー、クルーズコントロールなどを標準装備した。
    - 2代目2015年4月改良型カローラアクシオや3代目2015年4月改良型カローラフィールダーで先行採用した、レーザーレーダーとカメラを組み合わせて高い認識性能と信頼性を両立し、衝突回避支援型プリクラッシュセーフティ（PCS）・レーンディパーチャーアラート（LDA）・オートマチックハイビーム（AHB）で構成された衝突回避支援パッケージ「Toyota Safety Sense C」及び先行車を検知して信号待ちなどで先行車の発進に気付かず停車を続けた場合にブザーとディスプレイ表示でドライバーに知らせる先行車発進告知機能を「120T」と1.8L車に標準装備、1.5L車にメーカーオプション設定した。
    - そのほか、内外装デザインも変更し、アッパーグリルにヘッドランプを強調するメッキモールを配し、フロントロアグリルはバンパーコーナー部まで開口を広げ、リアバンパーを水平基調に変更したほか、全長を55mm拡大。「RS」はフロントグリルをハニカムタイプとし、スポイラー（フロント・リアバンパー）やサイドロッカーモールなどエアロパーツを採用した。内装はセンタークラスターをピアノブラックとサテンクロームメッキ加飾によってコントラストを強調し、インストルメントパネルはグレード毎に異なる4種類の加飾を立体的に配置した。「150X"C Package"」・「150X」を除く全グレードに採用している2眼コンビネーションメーターはメッキリング加飾を立体化して4.2インチTFTカラーマルチインフォメーションディスプレイを組み合わせた。ボディカラーは「ブルーメタリック」と「シトラスマイカメタリック」の2色を追加して7色展開とし、内装色には「150X」専用色のルージュを追加した。

  - 7月17日 - 「MS-186H-CA02 シャア専用オーリスII コンセプト」と「MS-185H 量産型ザクモデル コンセプト」を発表[8]。今回は、モデリスタ取り扱いの各種パーツ単品販売のほかに、専用特別装備付きコンプリートパッケージ車での購入が可能となる。
- 2016年
  - 4月18日 - 日本仕様車のグレード追加並びに一部仕様を変更[9]。
    - 欧州仕様で先行発売されたハイブリッドモデルを「HYBRID」と「HYBRID"G Package"」として追加。その他、1.2Lターボモデルの「120T」にはスポーティーグレード「RS」の外観を融合した新パッケージ「120T"RS Package"」を追加。CM出演者は本田圭佑。
    - 本改良に合わせ、これまでのネッツ店に加えてトヨペット店でも取り扱いを開始した[注釈 7]。これに伴い、既存グレードは一部仕様変更し、フロントエンブレムを"N"モチーフのネッツ店専売車種専用からトヨタのCIに変更した。
    - 併せて、TRDから、コンプリートカー「Brick lane」(ブリックレーン)を発売。
- 2018年
  - 3月11日 - 日本仕様の生産を終了。以後、在庫分のみの販売となる。
  - 3月20日 - 日本仕様の販売を終了。公式サイトから削除。
  - 12月末 - ツーリングスポーツを含む欧州仕様の販売終了。

### 日本仕様車
日本仕様では初代・改良型同様、スタンダードグレードの「150X」、上級グレードの「180G」、スポーティーグレードの「RS」の3つを基本とする。この代からVSC&TRCが全グレードで標準装備となった。
各グレードには"S Package"も設定されており、16インチタイヤ&アルミホイール、スポーツタイプのフロントグリル、メッキドアベルトモールディング&ブラック塗装センターピラー（「RS」を除く）、撥水機能付スーパーUVカットフロントドアガラス、ディスチャージヘッドランプ（インテリジェントAFS・オートレベリング機能付）+LEDクリアランスランプ（「180G」には標準）、メッキリング付フロントフォグランプ、本革巻きステアリング&シフトノブ、アジャスタブルデッキボード&デッキサイドボックス（「150X」の四輪駆動車を除く、メーカーオプションのスペアタイヤを装着車では高床タイプのデッキボードを装着）、デッキフック等が追加装備され、17インチタイヤ&アルミホイール（「RS」のみ）、上級シート表皮と本革インストルメントパネル加飾のセットオプション（「RS」を除く）、オートマチックハイビーム+自動防眩インナーミラーのセットオプション（「180G」のみ）が設定できる。
「RS」系は先代同様6MTのみとし、サスペンションに専用チューニングを施し、ブレーキディスクを大径にすると同時に、専用色としてミニバンのウィッシュやマイクロカーのiQにも設定される「オレンジメタリック」が用意される。
「150X」には"C Package"も設定される。こちらはバンパーガーニッシュがシルバー塗装×素地（シルバー塗装はフロントのみ）に、UVカット機能付ガラスはグリーンタイプに、回転式アシストグリップがフロントの1か所のみに、空調がマニュアルエアコン&ダイヤル式ヒーターコントロールパネルに、キーレス機能がワイヤレスドアロックリモートコントロールにそれぞれグレードダウンした廉価仕様で、「150X」では設定できるオプション装備の一部が設定できない制約がある。
なお、E180系では開放的な空間を演出するパノラマルーフ（電動ルーフシェード・挟み込み防止機能付）のオプション設定を追加した（「150X"C Package"」・「150X"S Package"（四輪駆動車）」・「RS」を除く全グレードで設定可能）。
2016年4月改良型では前述の「120T」の追加に合わせて、1.8L車のグレード体系の整理も行われ、「RS"S Package"」は廃止。「180G」は「180G"S Package"」に統合して「180S」に改名した。

### ハイブリッドモデル
欧州では日本より先にハイブリッドモデルが販売されており、日本国内には2016年4月に導入された。ハイブリッドモデルは「HYBRID」のグレード名称とされており、コンビネーションメーターがハイブリッド専用立体2段仕様に、シフトがエレクトロシフトマチックにそれぞれ変更される。"G Package"も設定されており、シートヒーター（運転席・助手席）、クルーズコントロールが追加されるほか、「HYBRID」ではセットでのオプション設定となる「Toyota Safety Sense C」と先行車発進通知機能を標準装備し、アルミホイールは17インチにサイズアップ。このほか、インパネ加飾は上部の合成皮革がホワイトに、下部（合成皮革巻き）のステッチはブラックとなりクリアパイピングを追加。インナーミラーが自動防眩に、シート表皮が本革と「ウルトラスエード」を組み合わせた専用シート（フロントシートはクリアパイピング付のスポーツシート）に、フタ付コンソールボックスは合成皮革巻きに変更している。「120T」に追加された「RS Package」は「RS」に準じた外装・インパネ周り・シート表皮を採用するほか、「RS」ではオプション設定となる17インチアルミホイールが標準装備される。

### 欧州仕様
2種類のガソリン車（1.33L、1.6L）と2種類のディーゼル車（1.4L、2.0L）、そしてハイブリッド車（1.8L）がラインナップされる。
ガソリン車、ディーゼル車はベーシックグレードの「Live」、「Live」にオートエアコン、16インチアルミホイールなどを追加した「Active」、「Active」にプライバシーガラス、17インチホイールなどを追加した「Style」、「Active」にスマートエントリー&スタートシステム、リトラクタブルドアミラー、インテリジェントパーキングアシストなどを追加した「Lounge」の4つのグレード、ハイブリッド車は「Live」、「Lounge」の2つのグレードで構成されている。運転席・助手席エアバッグ、前席サイドエアバッグ、カーテンエアバッグのほか運転席ニーエアバッグの合計7つのエアバッグは全グレードで標準装備となっている。
ステーションワゴン型（2代目のみ。ただし、欧州市場専売）
2012年に行われたパリオートショーにて全長を285mm延長したステーションワゴンの「オーリスツーリングスポーツ」が発表。欧州では2006年に販売終了となったカローラコンビ以来、事実上6年ぶりにCセグメントクラスのステーションワゴンが導入されることとなり、2013年4月に正式発売された。

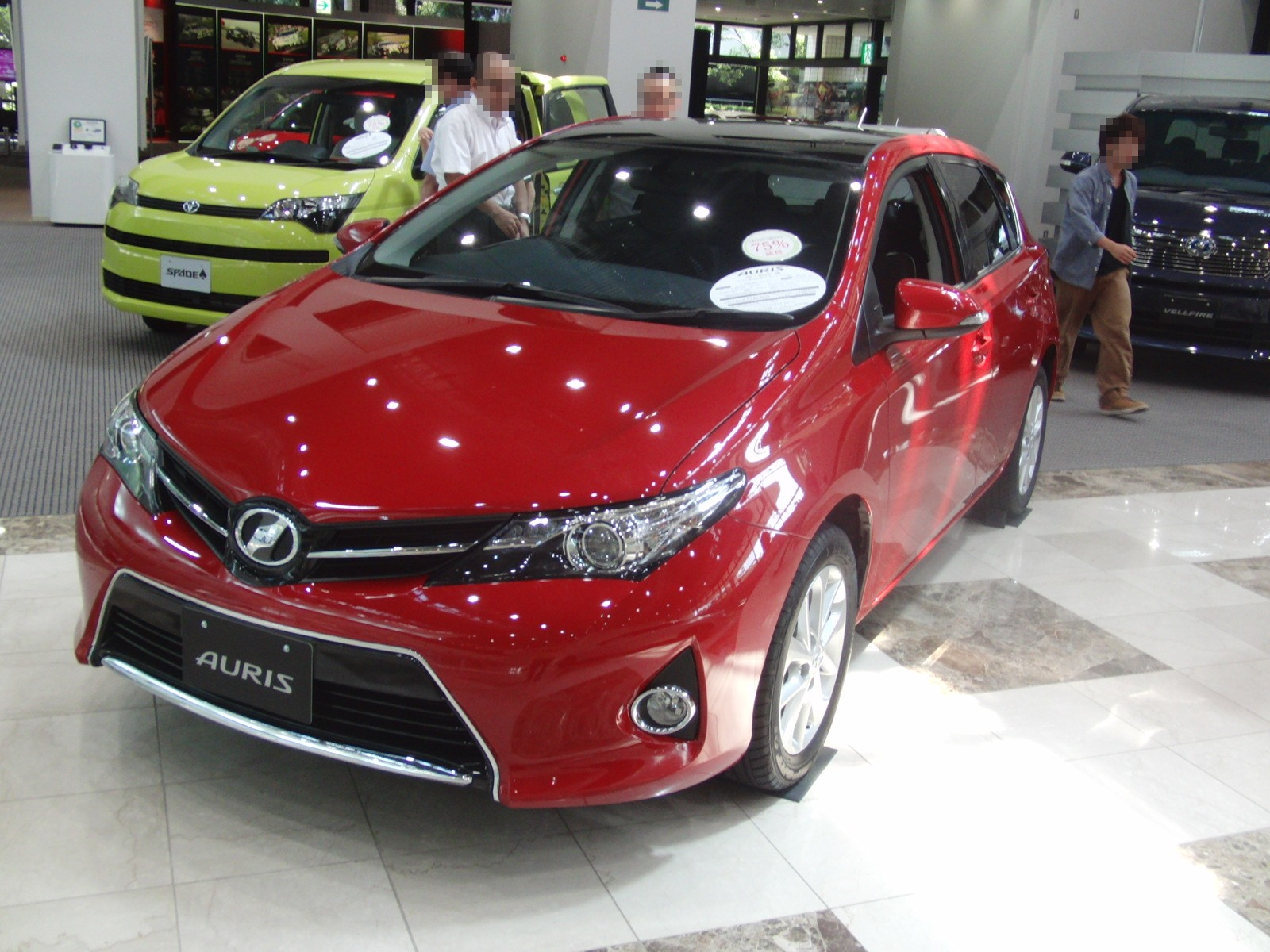
180G S package(2012年初期型)
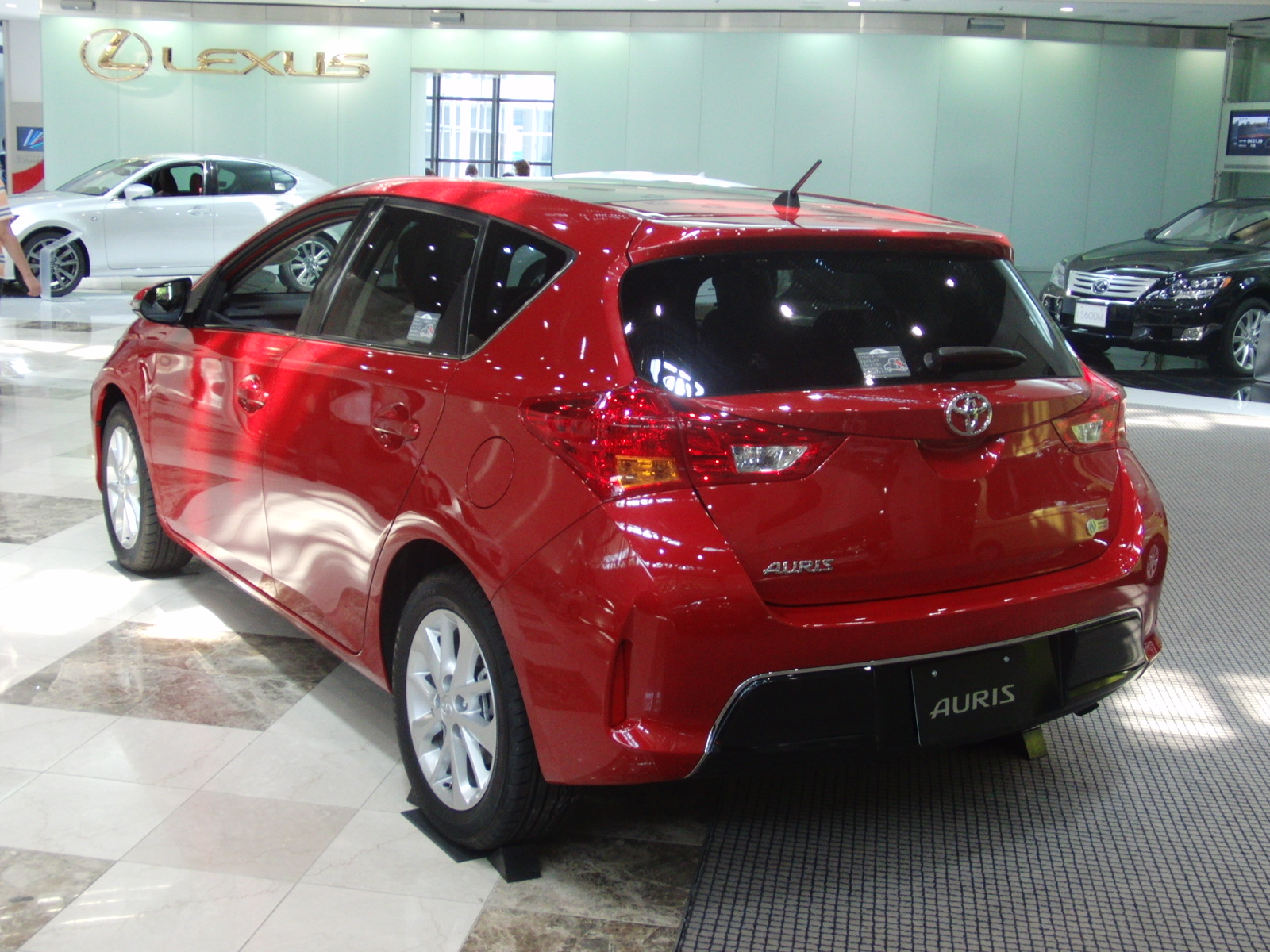
180G S package(2012年初期型)
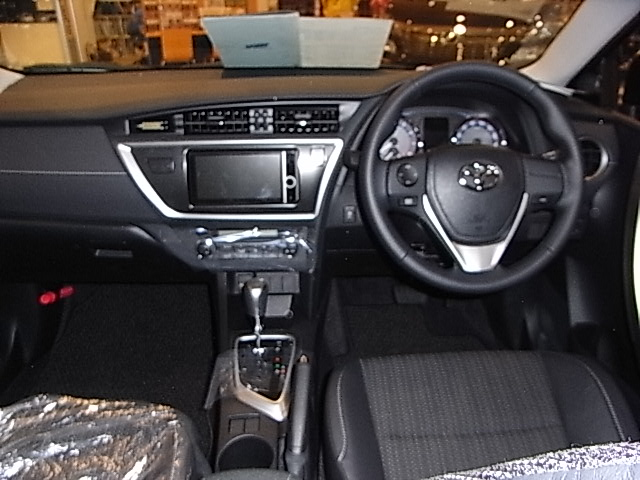
180G S packge(2012年初期型)
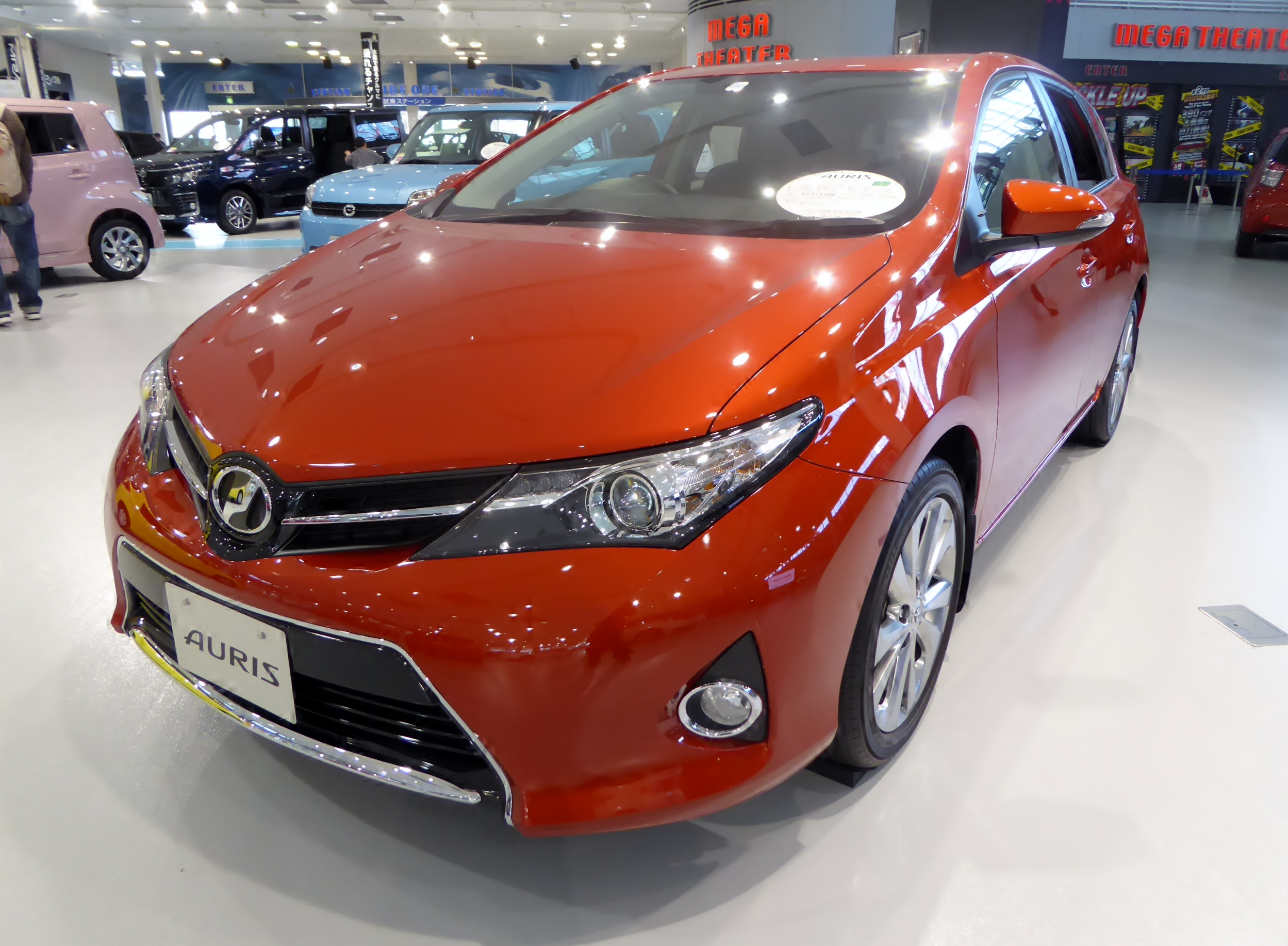
RS S package 前方（2012年初期型）
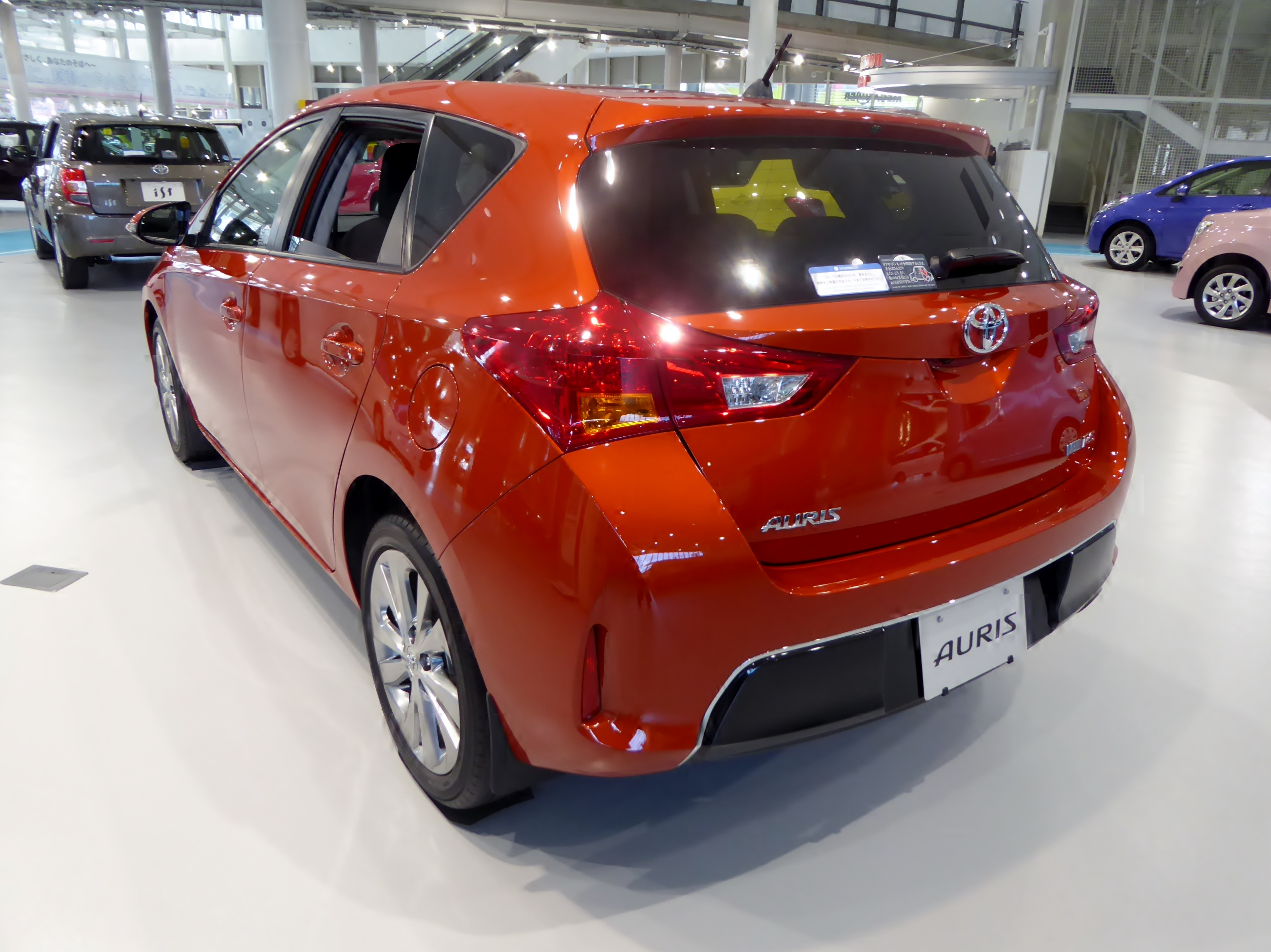
RS S package 後方（2012年初期型）
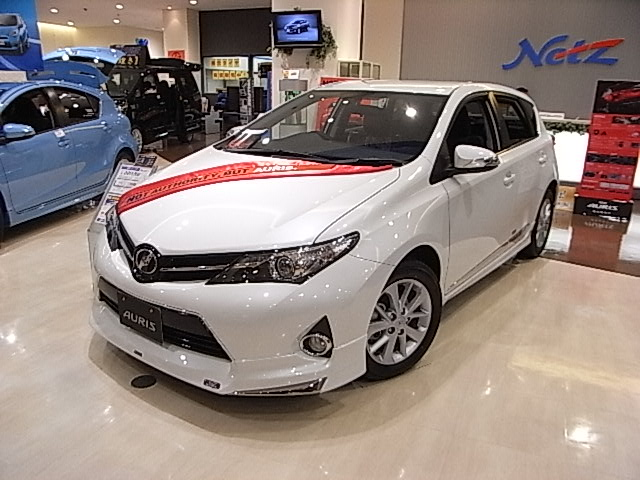
モデリスタエアロパーツ装着車（2012年初期型）
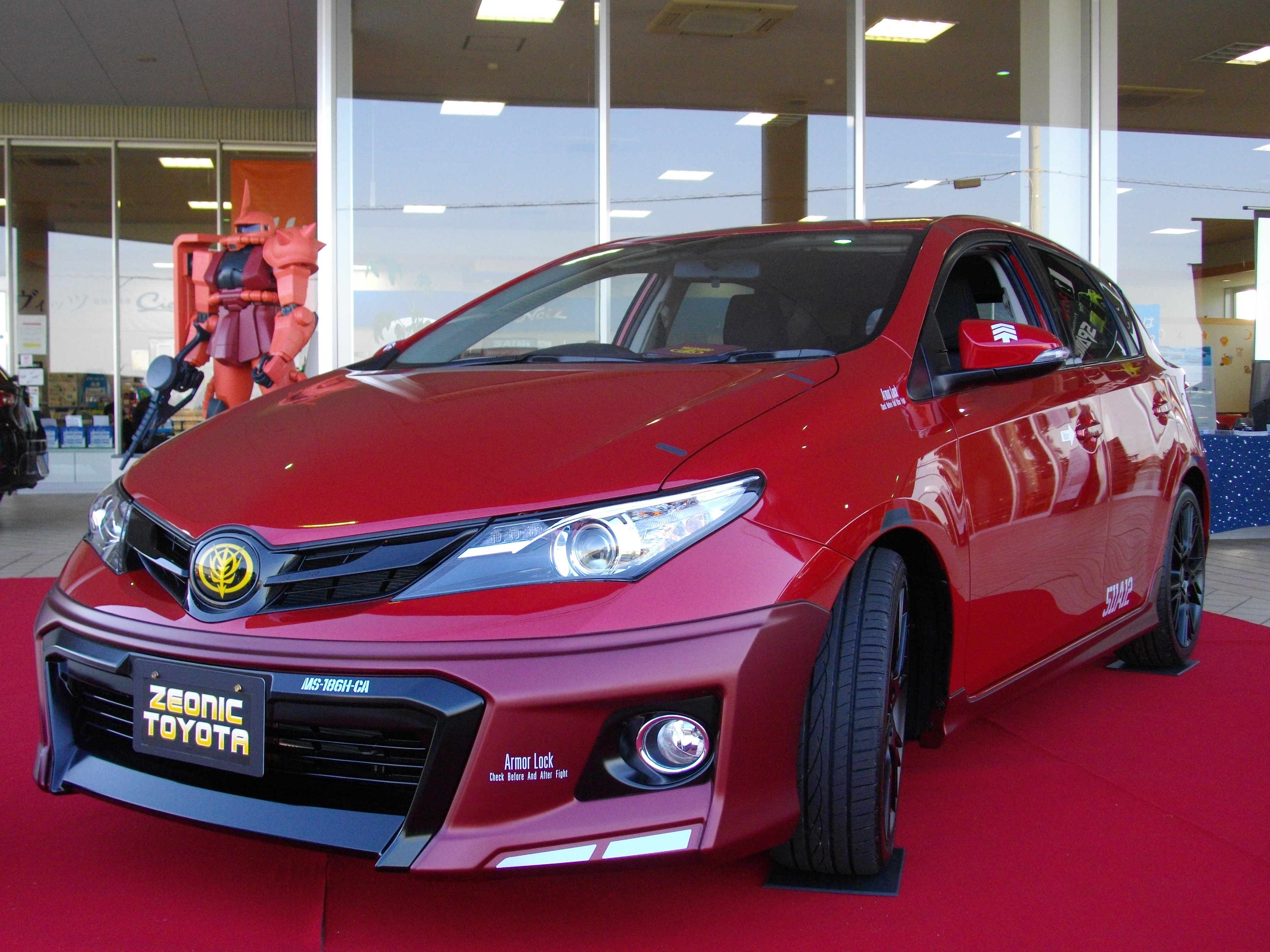
シャア専用オーリス 前方
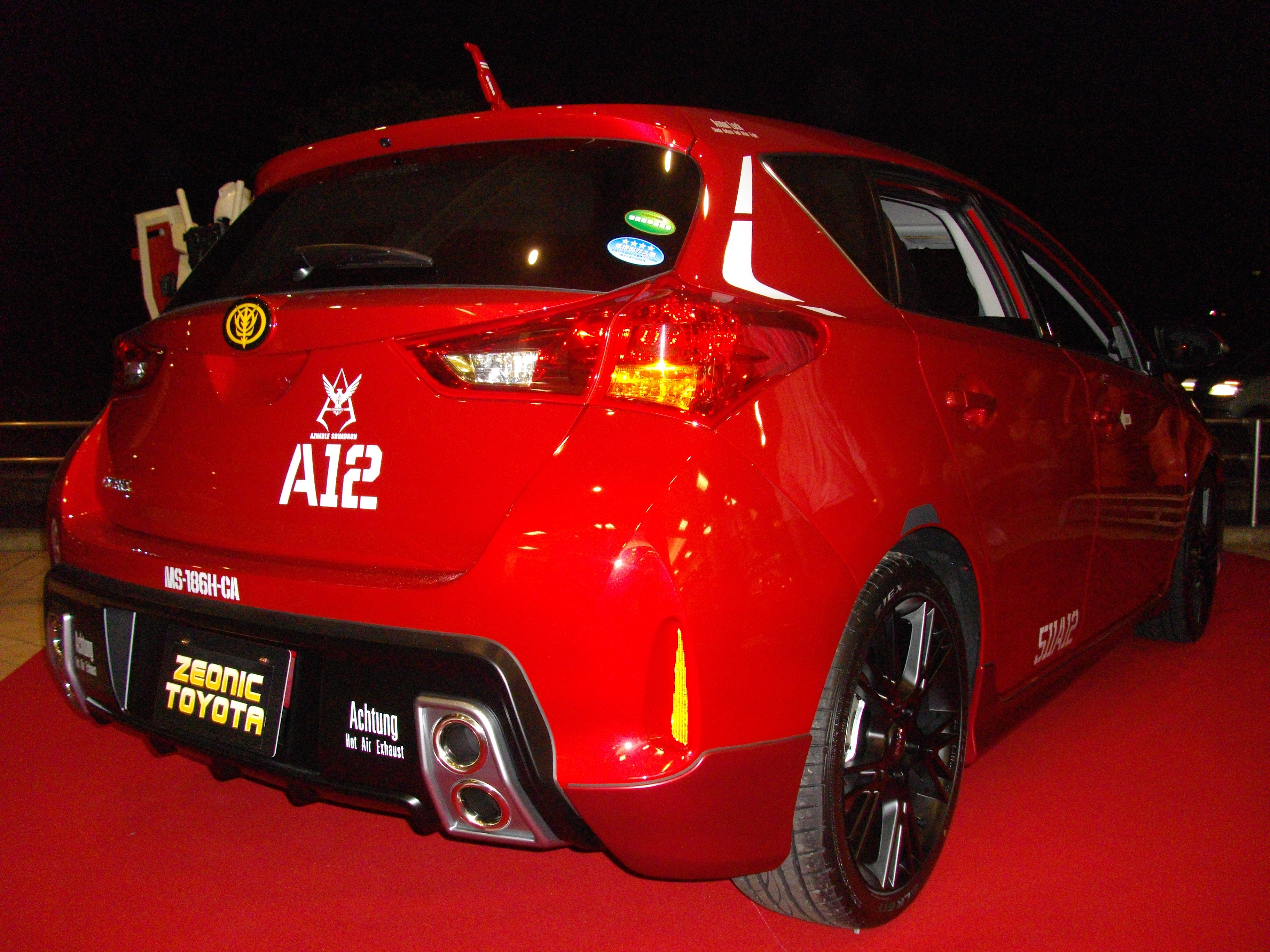
シャア専用オーリス 後方
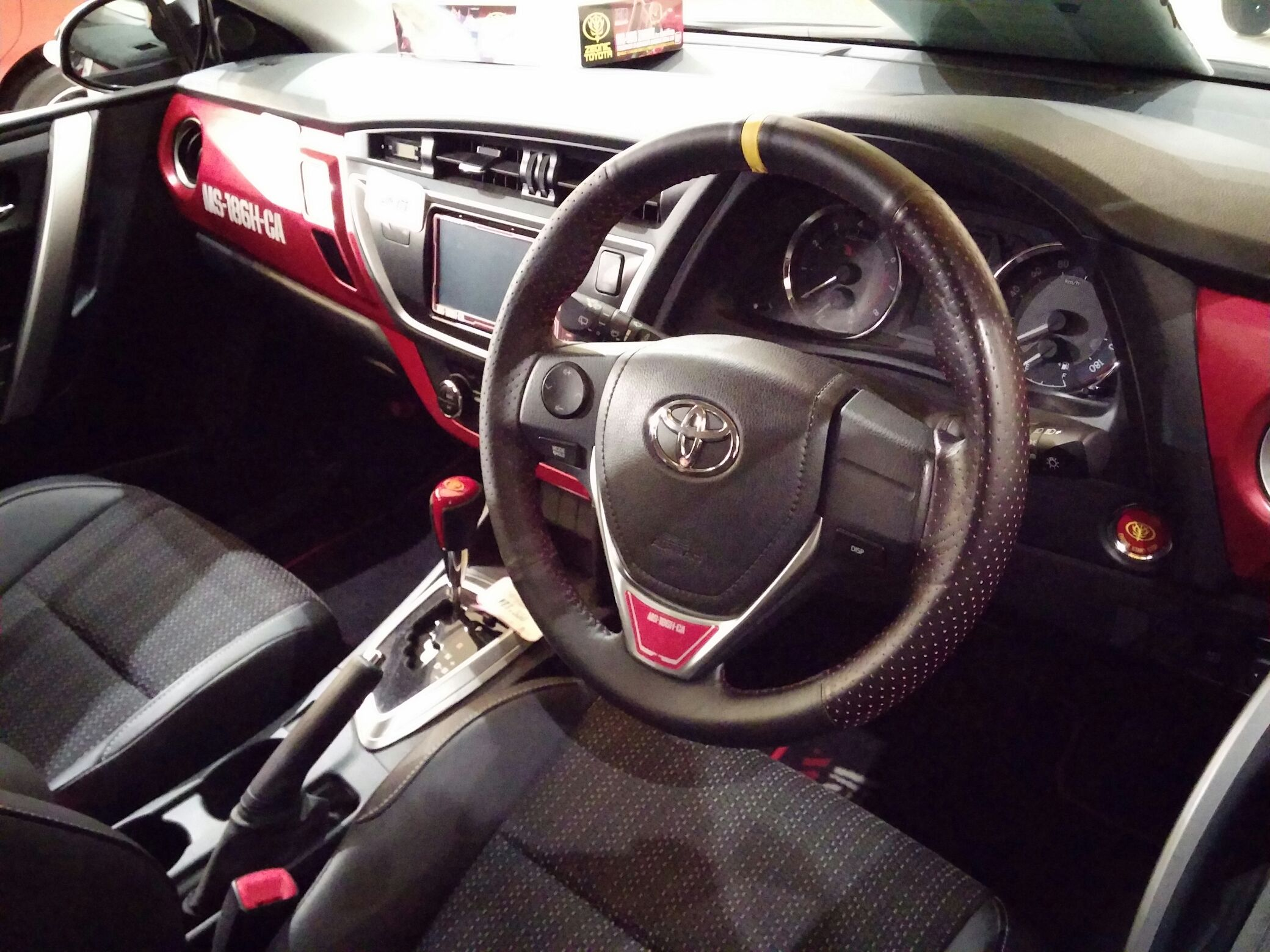
シャア専用オーリス 内装
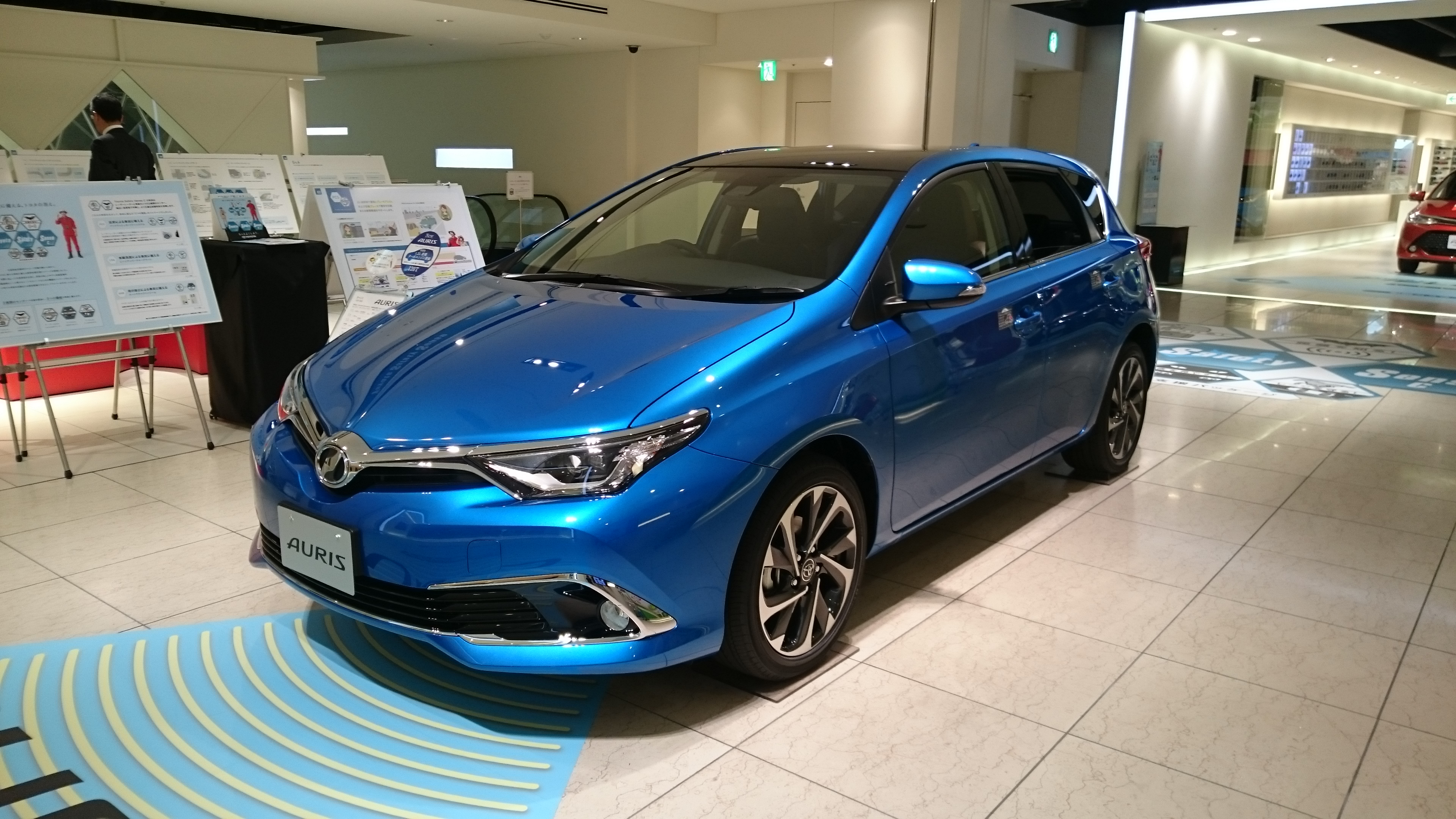
120T（改良型2015年4月-2016年4月）
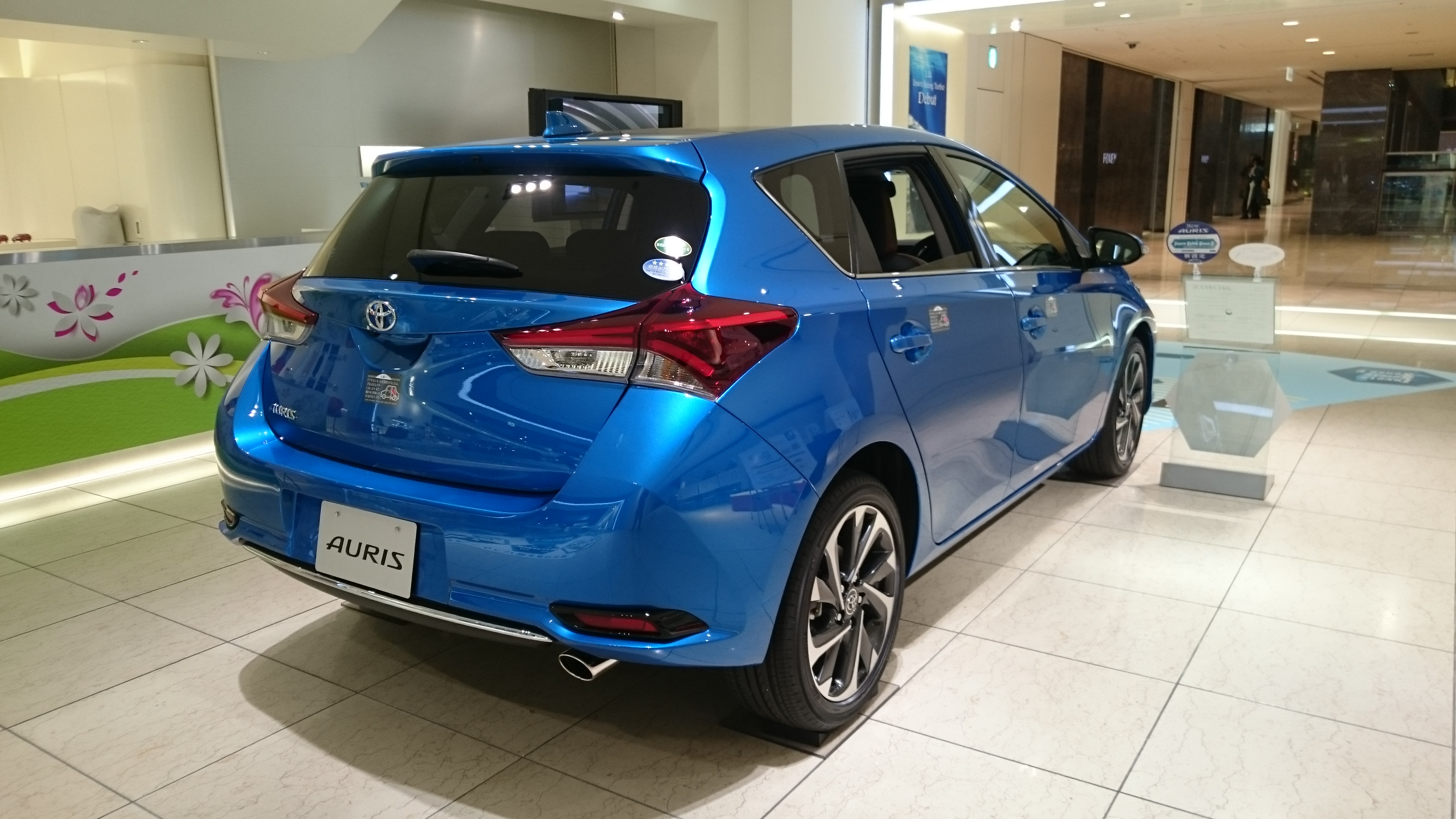
120T 後方
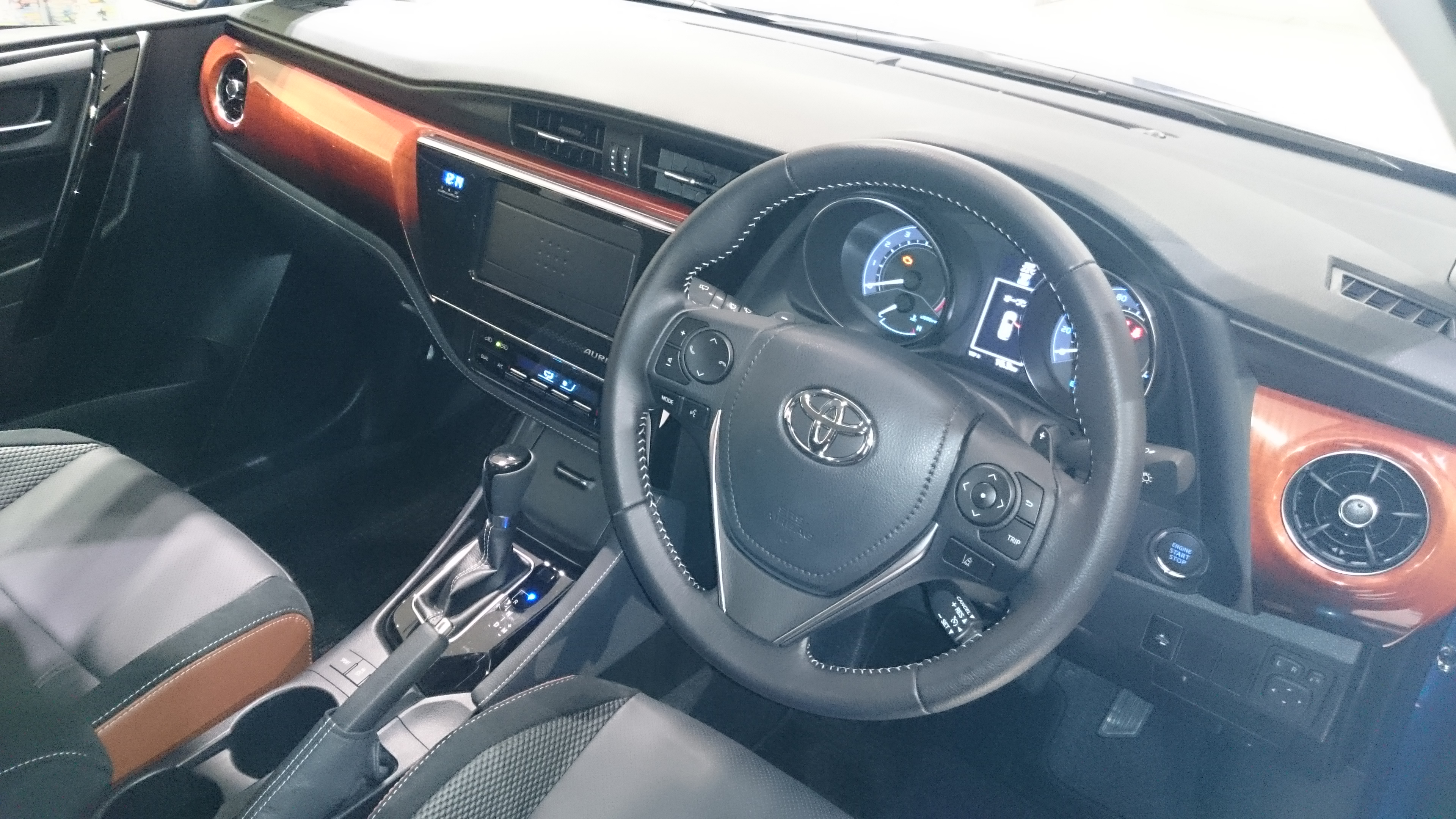
120T 内装
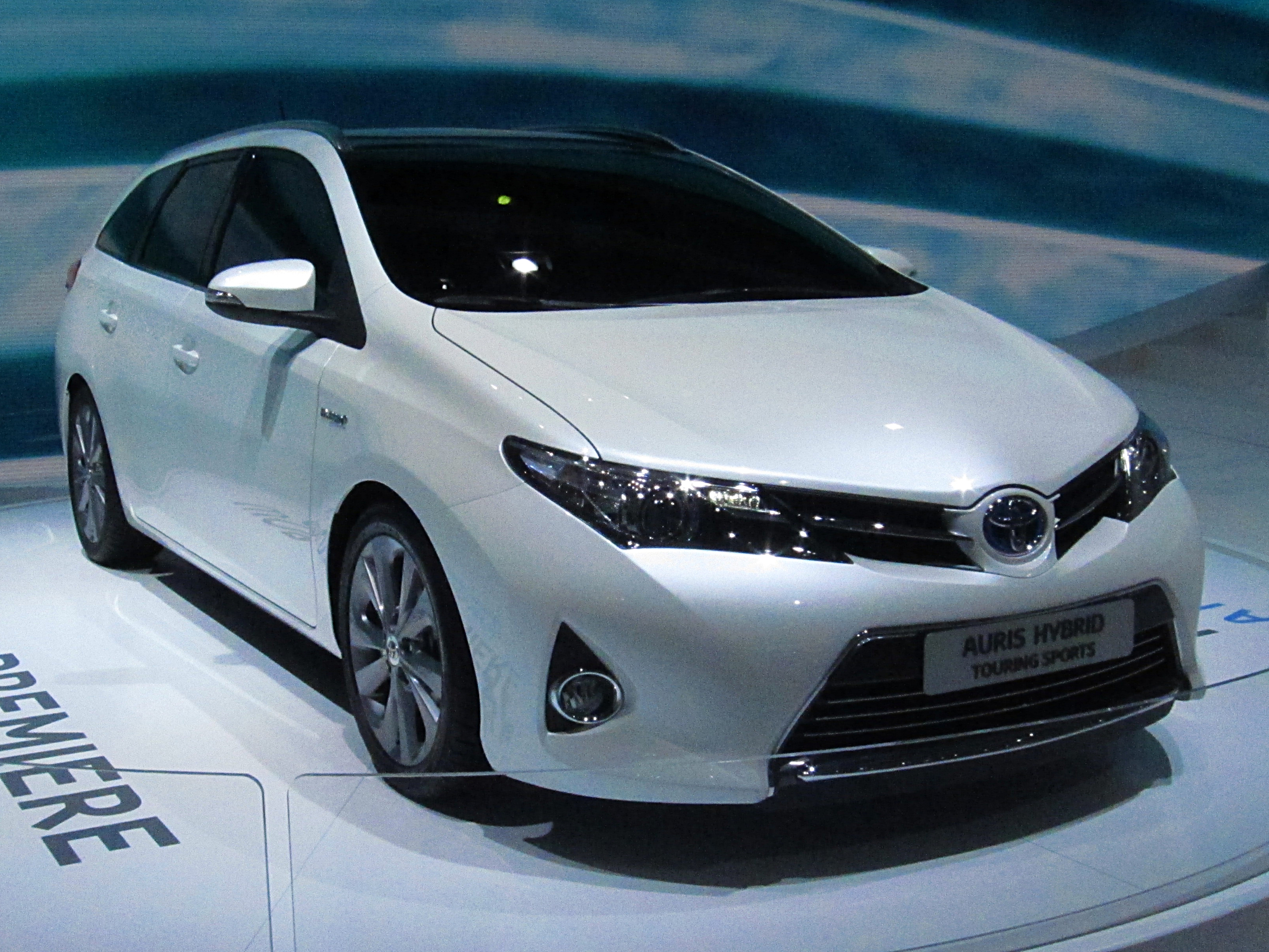
ツーリングスポーツ （Hybrid） ※欧州専売車種
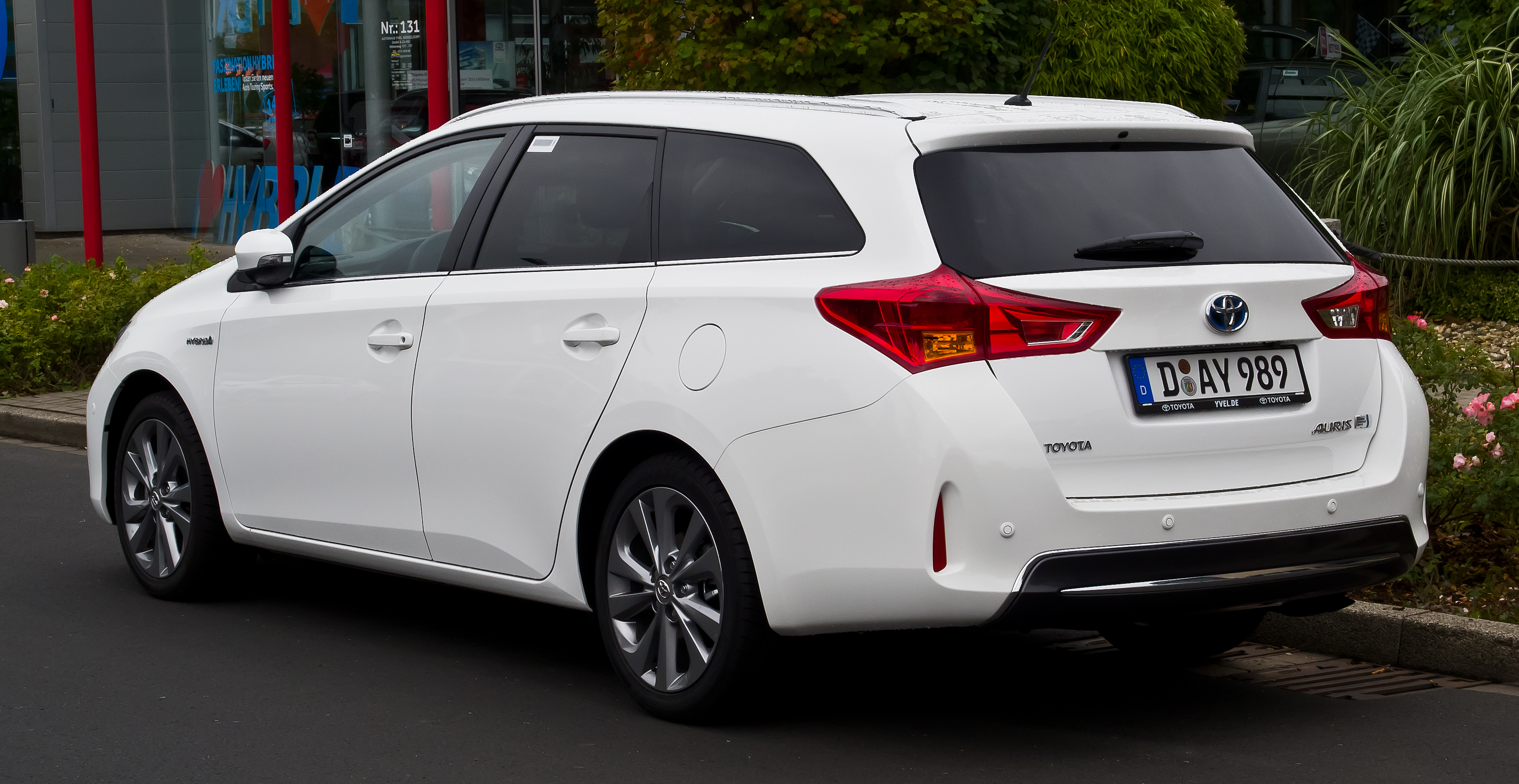
ツーリングスポーツ （Hybrid、後方） ※欧州専売車種
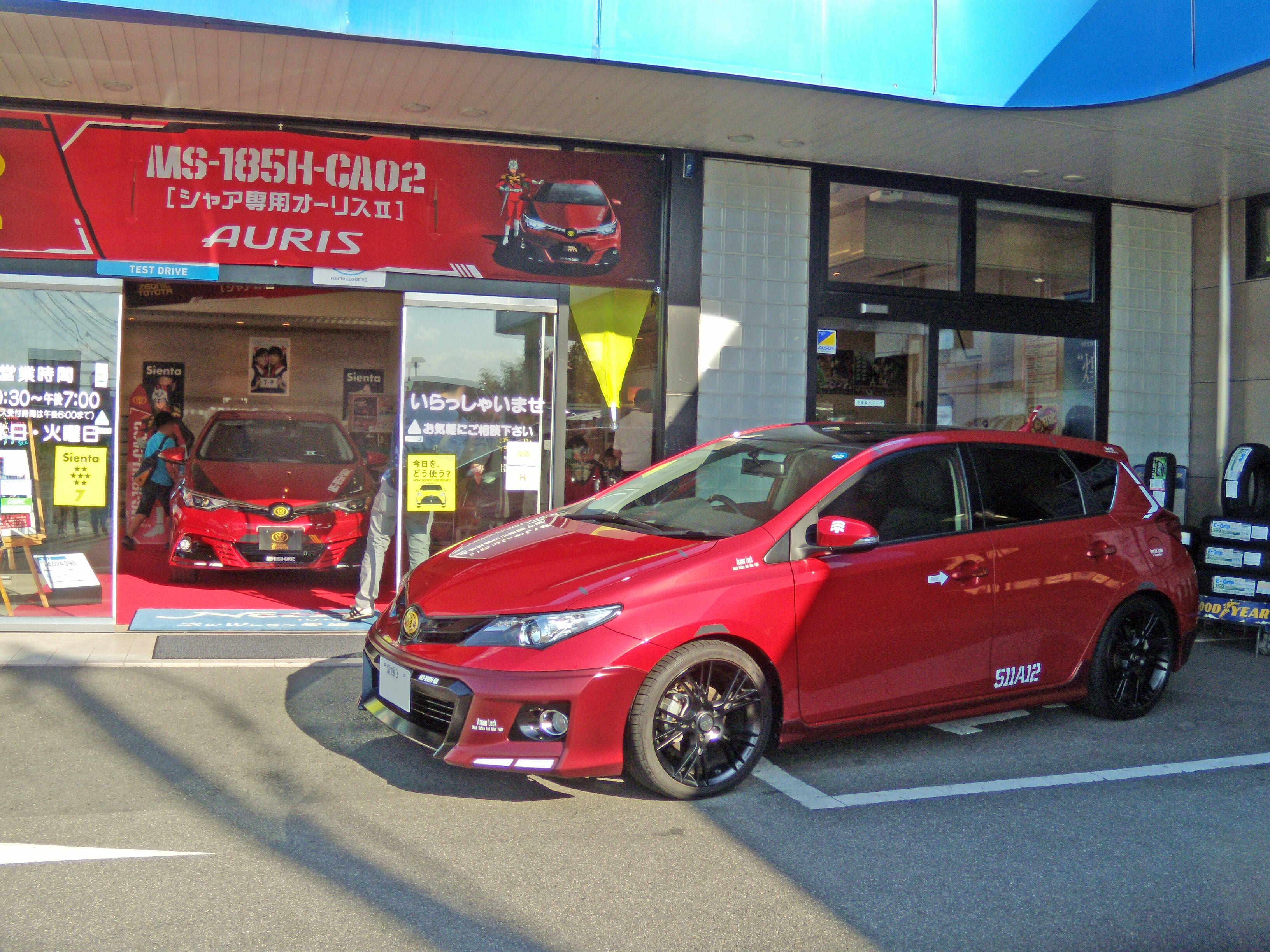
シャア専用オーリス 2012年初期型と2016年改良型
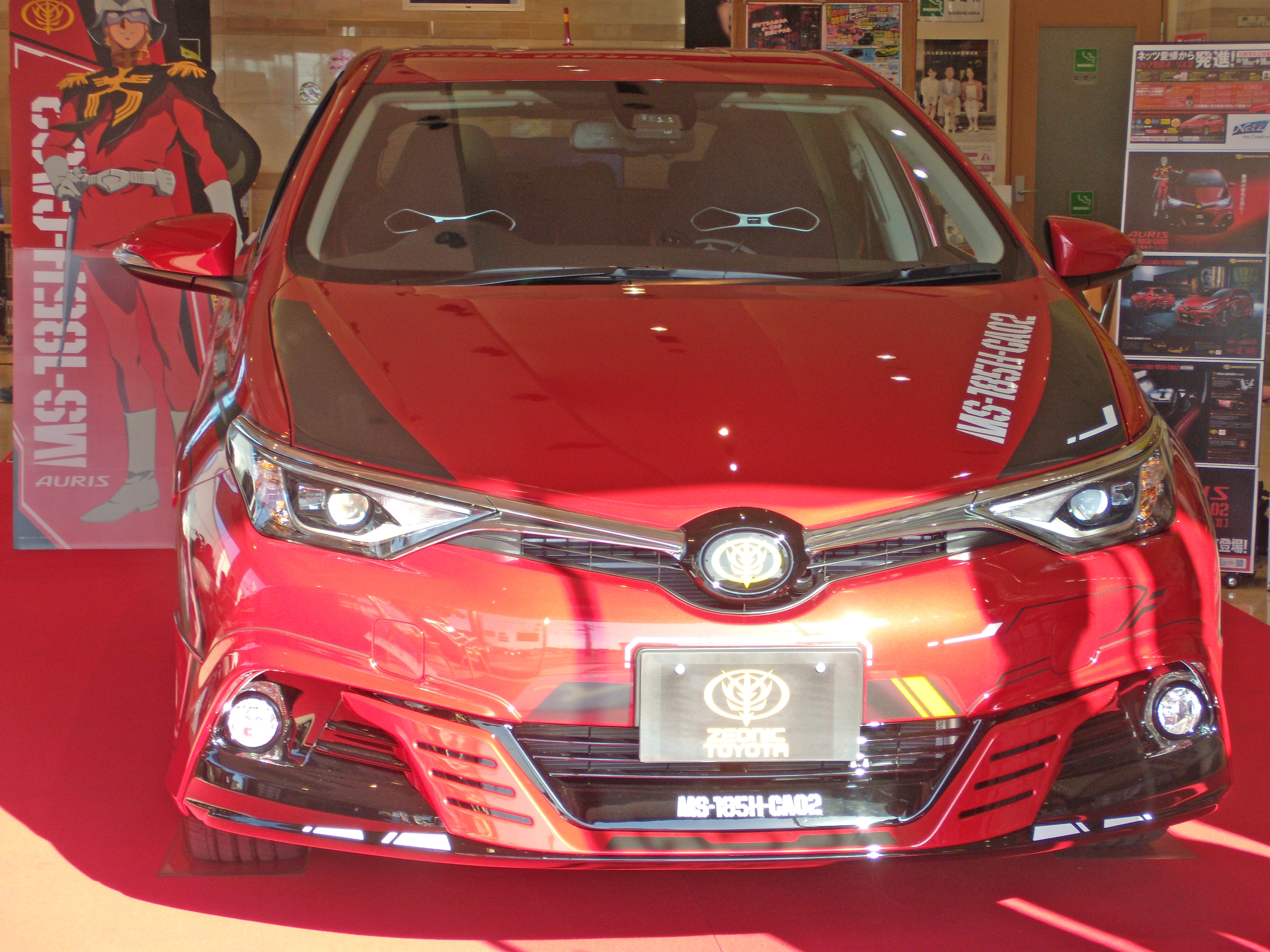
シャア専用オーリスII 前方
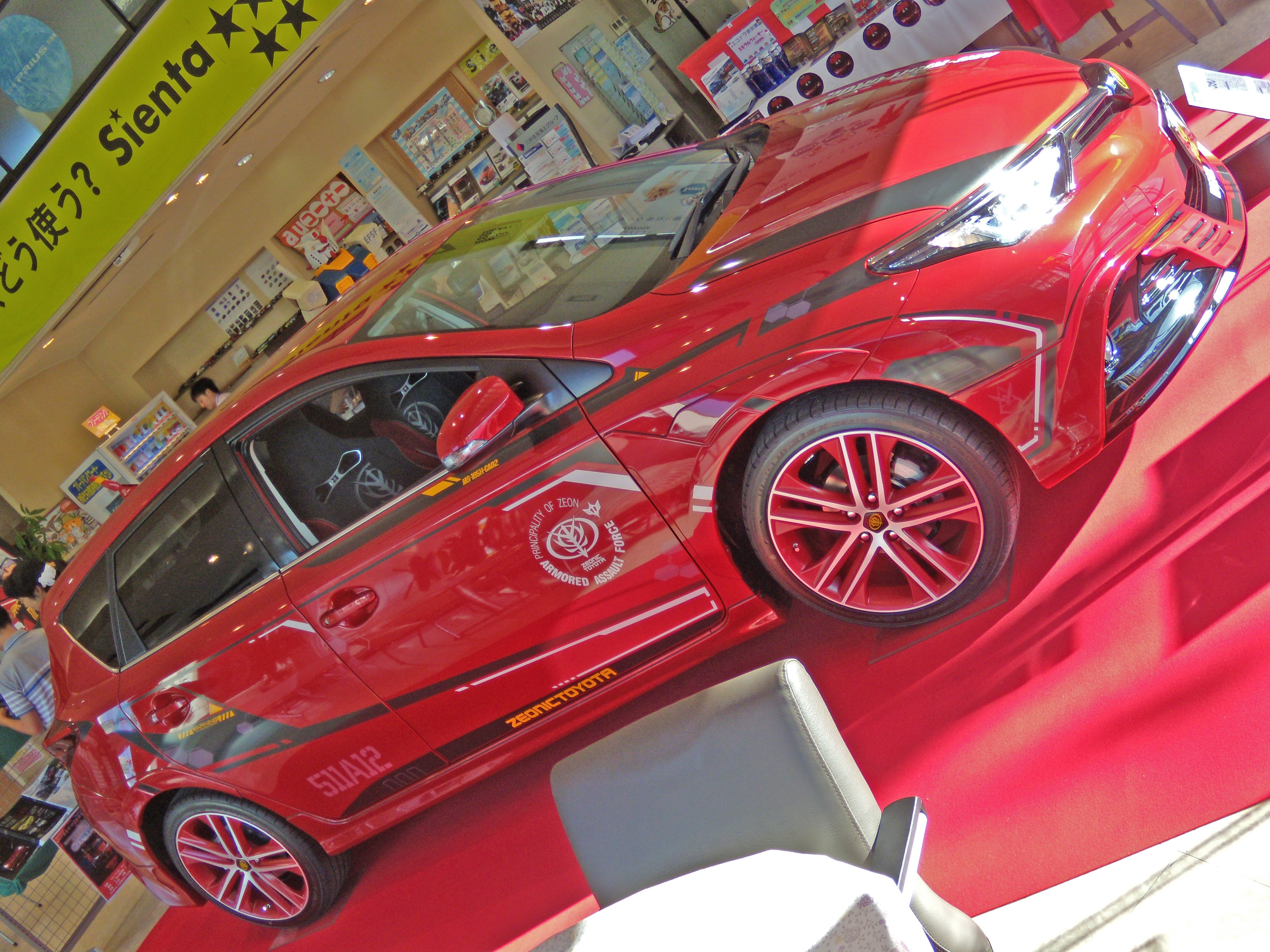
シャア専用オーリスII 右側
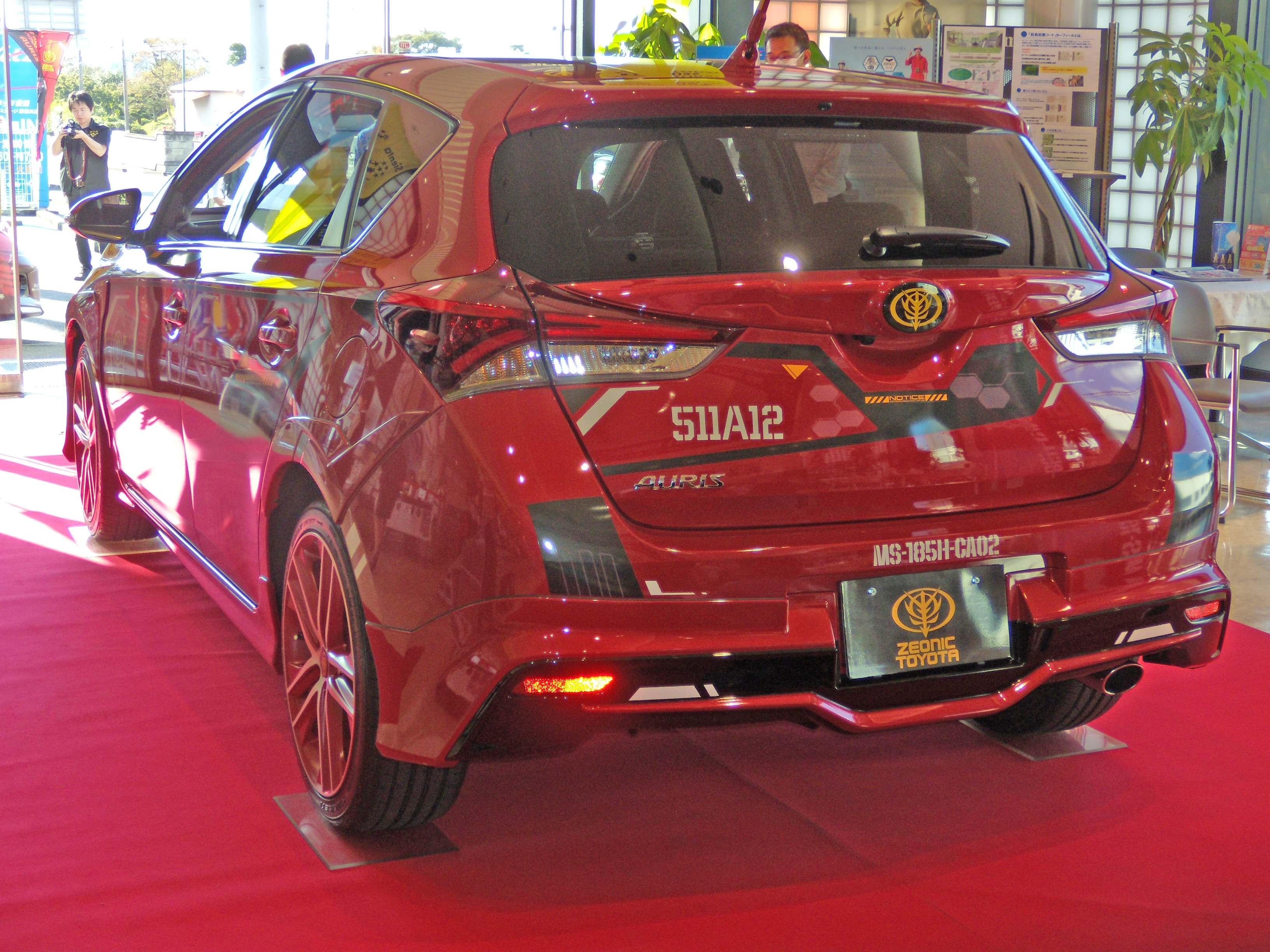
シャア専用オーリスII 後方
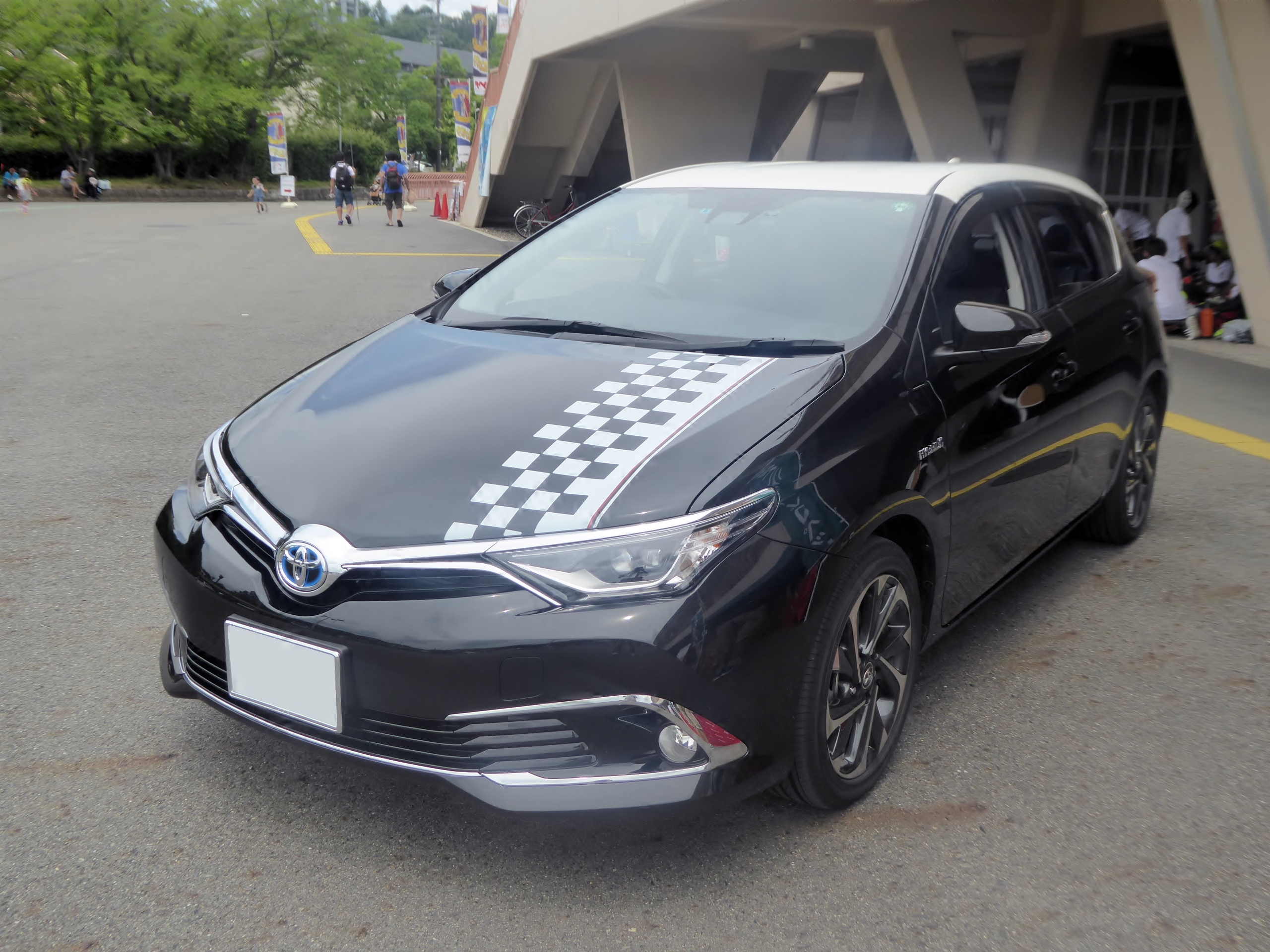
ブリックレーン仕様車

## 3代目 E21#LH型（2018年 - 2020年）
2018年3月6日、ジュネーブモーターショーで新型「オーリスハイブリッド」が初公開された。2018年3月30日から開催されたニューヨーク国際自動車ショーでカローラハッチバック（米国車名）を初披露し、米国では「カローラiM」の後継モデルとして、2018年夏に発売することを発表した。日本仕様は同年6月26日、東京で行われたイベントにて新型クラウンと共に登場。日本国内での正式名称が「カローラスポーツ」となる事が発表された。同日よりトヨタカローラ店から発売。欧州では「オーリス」2019年モデルとして2018年12月以降を目途に販売予定だったが、2018年8月28日、他地域と同じ「カローラ」として2019年初頭に発売することを発表、これにより「オーリス」の名は日欧共に消滅することとなった。一方、台湾では2018年9月に「オーリス」の名称で発売されたが、2020年7月には「カローラスポーツ」に変更され、「オーリス」の名称は完全に消滅することとなった。これにより、オーリスは3代14年の歴史に終止符を打った。

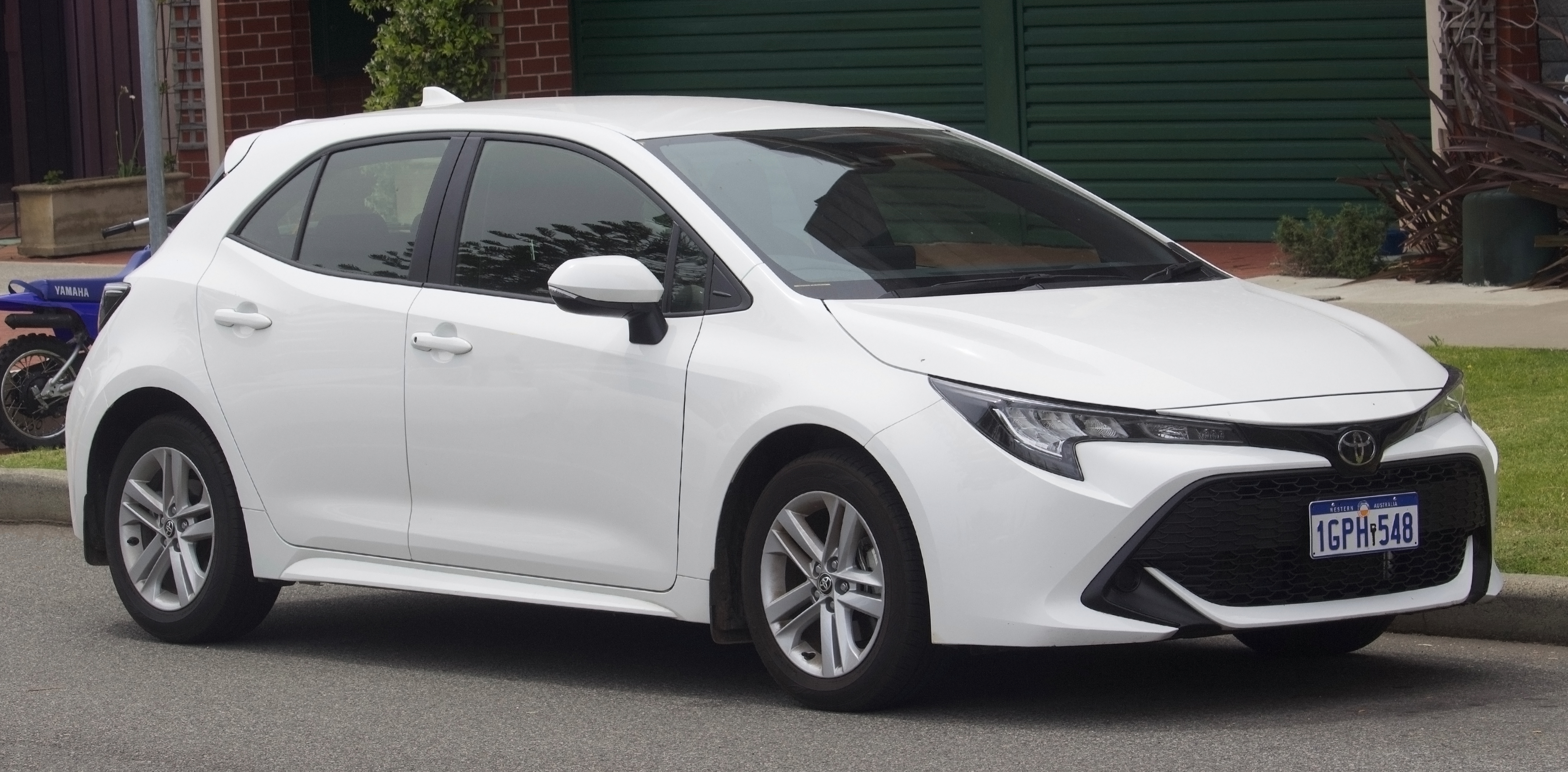
カローラハッチバック Ascent Sport

## 車名の由来
ラテン語で「金」を意味する「Aurum」及び「Aura（オーラ）」からの造語。独特のオーラを持ち、存在感のある車となって欲しいことから命名された。この車名にちなみ、パリサロンに出品されたオーリススペースコンセプトの車体色は、金であった。

## 取扱いチャンネル
- ネッツ店（2006年10月-2018年3月）
- トヨペット店（2016年4月-2018年3月）

## モータースポーツ

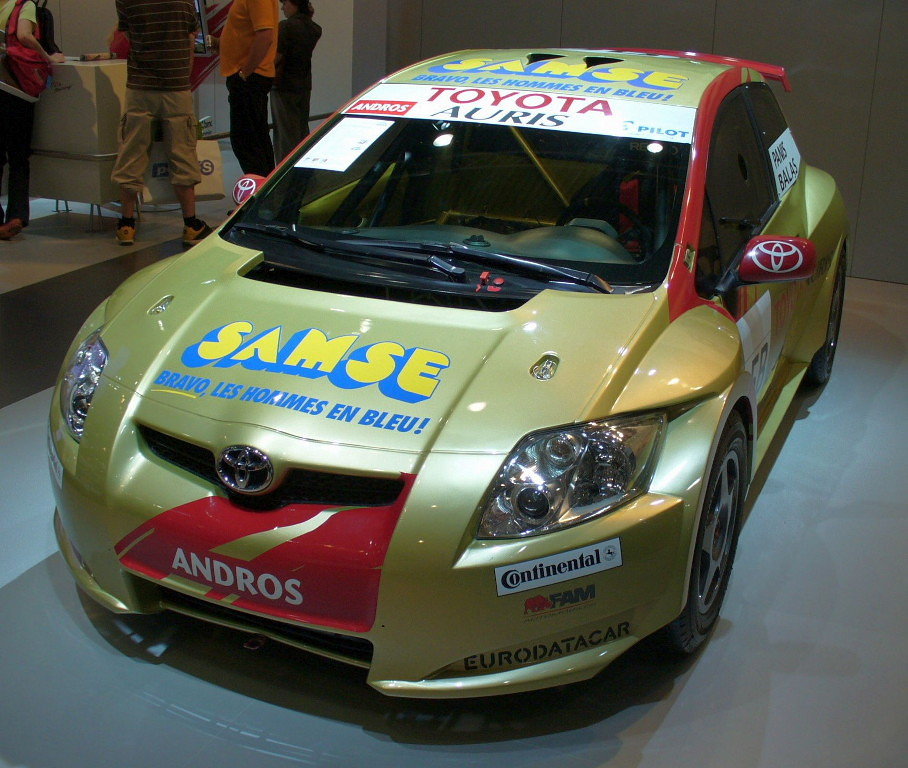
アンドロス・トロフィー仕様（2007年）

南アフリカでは現地法人によりスーパー2000規定に改造され、メーカー部門を連覇するなどしてラリーで活躍した。またアメリカでも北米TRDがオーリスのラリーカーを開発し、ラリー・アメリカに参戦した。
元F1王者のアラン・プロストは、フランスの氷上レースである『アンドロス・トロフィー』にミッドシップV6エンジンと4WDに改造されたオーリスで参戦し、2006-2007、2007-2008年シーズンを連覇している。